# 2018 en el cinema

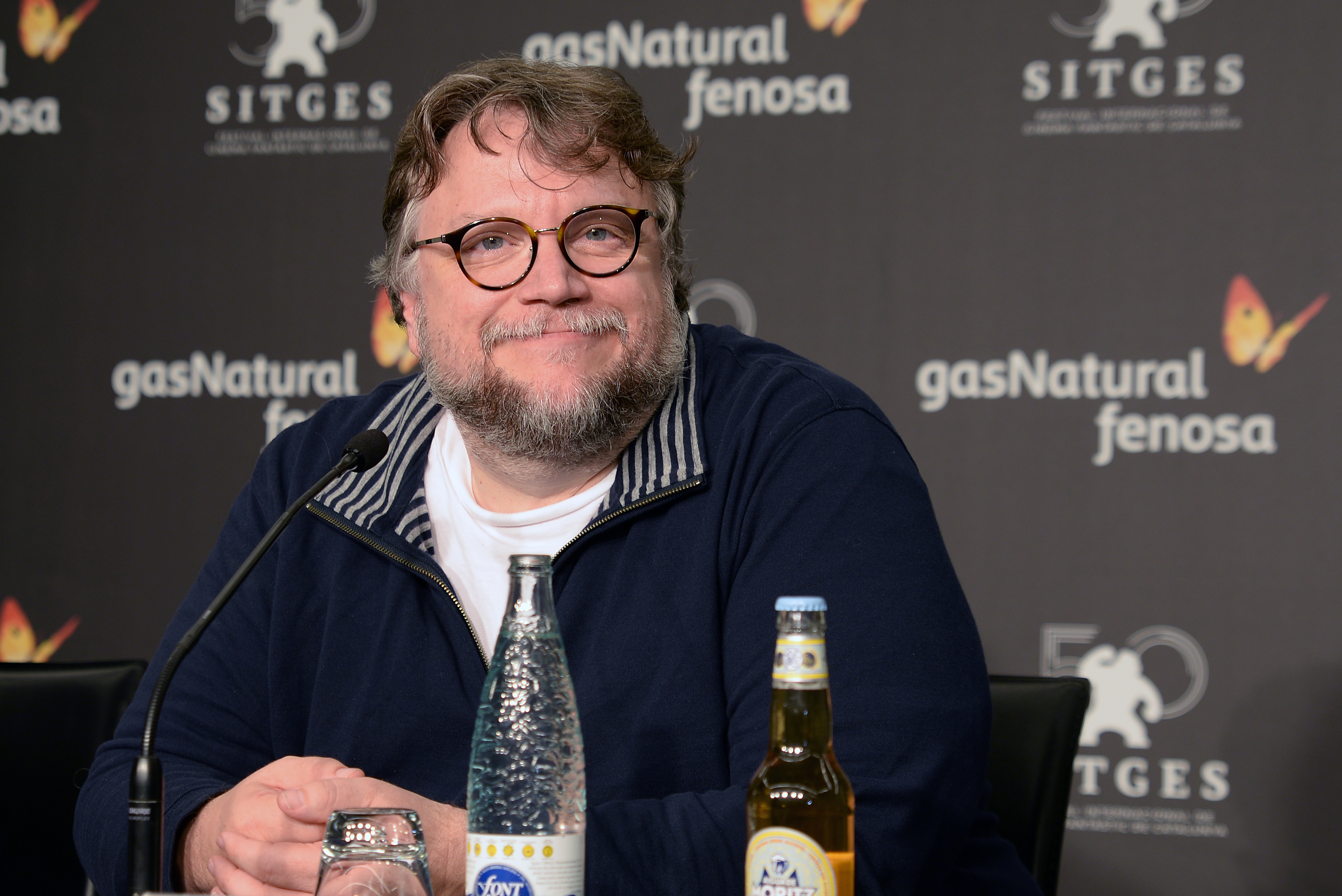
Guillermo del Toro va rebre un Oscar com a productor i director de la pel·lícula The Shape of Water.

Aquest article és una llista d'esdeveniments sobre el cinema que es van produir durant el 2018, amb una visió general d'esdeveniments, incloent pel·lícules amb més reconeixement, cerimònies de premis, llistes de crítics de les millors pel·lícules de l'any, festivals, una llista de pel·lícules estrenades i defuncions notables.

## Pel·lícules més taquilleres
Les millors pel·lícules estrenades el 2018 per ingressos mundials són les següents:
| Posició | Títol                                          | Distribuïdor     | Suma mundial   |
| ------- | ---------------------------------------------- | ---------------- | -------------- |
| 1       | Avengers: Infinity War                         | Disney           | $2.048.359.754 |
| 2       | Black Panther                                  | Disney           | $1.346.913.161 |
| 3       | Jurassic World: El regne caigut                | Universal        | $1.309.484.461 |
| 4       | Els increïbles 2                               | Disney           | $1.242.805.359 |
| 5       | Aquaman                                        | Warner Bros.     | $1.147.661.807 |
| 6       | Bohemian Rhapsody                              | 20th Century Fox | $903.655.259   |
| 7       | Venom                                          | Sony             | $855.013.954   |
| 8       | Mission: Impossible – Fallout                  | Paramount        | $791.115.104   |
| 9       | Deadpool 2                                     | 20th Century Fox | $785.046.920   |
| 10      | Bèsties fantàstiques: Els crims de Grindelwald | Warner Bros.     | $653.755.901   |

Avengers: Infinity War va acumular 2.000 milions de dòlars a tot el món, convertint-se en la quarta pel·lícula a superar la fita i 4a pel·lícula amb més ingressos de tots els temps. Black Panther, Jurassic World: El regne caigut, Els increïbles 2 i Aquaman cada un va recaptar mil milions de dòlars a tot el món i es va convertir en la novena, 12a, 15a i 20a pel·lícula amb major recaptació, amb Els increïbles 2 convertint-se en la 2a pel·lícula d'animació amb més recaptació de tots els temps.

### Rècords d'ingressos
- El Marvel Cinematic Universe es va convertir en la primera franquícia de pel·lícules en acumular més de 14.000 milions de dòlars amb el llançament de Black Panther,[2] i la primera franquícia a llançar pel·lícules amb recaptacions de cinc mil milions de dòlars (amb Black Panther juntament amb The Avengers, Iron Man 3, Avengers: Age of Ultron, i Captain America: Civil War). Dos mesos després, la MCU es va convertir en la primera franquícia de pel·lícules en superar una recaptació de 15 mil milions i 116 mil milions de dòlars amb Avengers: Infinity War, que es va convertir en la pel·lícula de sis mil milions de dòlars de la franquícia,[3] i també la primera pel·lícula de la franquícia que va obtenir 2.000 milions de dòlars; i la MCU també es va convertir en la primera franquícia de pel·lícules amb dos mil milions de dòlars en pel·lícules llançades el mateix any (amb Black Panther i Avengers: Infinity War). Dos mesos després, la MCU es va convertir en la primera franquícia cinematogràfica amb més de 17.000 milions de dòlars en recaptació amb el llançament de Ant-Man and the Wasp.
- La Xina va establir el rècord mundial més important d'un mes en febrer amb CN¥10,14 mil milions (1,6 mil milions de dòlars), calculant ingressos de pel·lícules locals i estrangeres. El nombre de rècord ha estat atribuït principalment a les vacances del cap d'any lunar. El rècord mundial de taquilla mensual anterior es va establir el juliol de 2011 a Amèrica del Nord amb 1,395 mil milions de dòlars, i el mes amb major recaptació a la Xina va ser l'agost de 2017 amb CN¥7,38 mil milions ($1,17 mil milions).[4] Les pel·lícules amb més recaptació a la Xina durant el mes van ser les pel·lícules domèstiques de Operation Red Sea, Monster Hunt 2, i Detective Chinatown 2, i la pel·lícula índia Secret Superstar.[5]
- Per primera vegada a la història, el febrer va registrar vendes d'entrades de mil milions de dòlars a l'Amèrica del Nord, impulsades principalment per l'èxit de Black Panther per part de Disney/Marvel que va suposar un 43% o 428,8 milions de dòlars de les vendes d'entrades de tot el mes. El rècord del febrer anterior va ser el 2012 amb 818,4 milions de dòlars.[6]
- A la Xina, la xifra de cap de setmana d'obertura combinada de Monster Hunt 2 (190 milions US$), Detective Chinatown 2 (154 milions US$), The Monkey King 3 (79,9 milions US$)), Operation Red Sea (70,3 milions US$) i Boonie Bears: The Big Shrink (40,9 milions US$) va suposar el rècord de CN¥3,21 mil milions (506 milions US$) o 543 milions US$ de cap de setmana amb vendes d'entrades en línia, que és més del doble de la gesta aconseguida el 2017 (205 milions US$) i 2016 (224 milions US$) durant el mateix període.[7][8] El rècord del cap de setmana anterior es va establir a l'Amèrica del Nord el cap de setmana del 18 al 20 de desembre del 2017, quan es va produir la suma combinada de diverses pel·lícules de 306 milions US$ liderades pel debut de Star Wars episodi VII: El despertar de la força en 248 milions US$.[9][10]
- El mateix cap de setmana, a la Xina també en va establir una nova obertura de rècord en IMAX quan es van registrar els guanys en IMAX de tres pel·lícules enregistrades 15,1 milions US$, liderades per Monster Hunt 2 i Detective Chinatown 2 (6,7 milions US$).[7]
- Durant el primer trimestre del 2018, la Xina va superar l'Amèrica del Nord com el mercat de taquilla més gran del món per primera vegada, amb una facturació xinesa de 3,17 mil milions US$ comparada als {2,89 mil milions US$ de l'Amèrica del Nord durant aquest trimestre.[11][12] Tot i la disminució dels ingressos de les pel·lícules de Hollywood, el creixement de taquilla xinesa es va veure principalment en pel·lícules xineses domèstiques, dirigides per Operation Red Sea i Detective Chinatown 2, juntament amb pel·lícules estrangeres no hollywoodianes, liderades per pel·lícules índies de Bollywood de Secret Superstar i Bajrangi Bhaijaan.[12][13]

## Esdeveniments

### Cerimònies de lliurament
| Data         | Esdeveniment                                        | Amfitrió                                                        | Lloc                                                     | Ref           |
| ------------ | --------------------------------------------------- | --------------------------------------------------------------- | -------------------------------------------------------- | ------------- |
| 7 de gener   | Globus d'Or del 2018                                | Hollywood Foreign Press Association                             | Beverly Hills, Califòrnia, EUA                           |               |
| 11 de gener  | Premis de la Crítica Cinematogràfica de 2017        | Associació de Crítics de Retransmissions Cinematogràfiques      | Santa Monica, Califòrnia, EUA                            |               |
| 20 de gener  | Premis Filmfare de 2018                             | The Times Group                                                 | Bombai, Índia                                            |               |
| 20 de gener  | Premis Producers Guild of America de 2017           | Producers Guild of America                                      | Beverly Hills, Califòrnia, EUA                           |               |
| 21 de gener  | Premis del Sindicat d'Actors de Cinema de 2018      | SAG-AFTRA                                                       | Los Angeles, Califòrnia, EUA                             |               |
| 22 de gener  | Premis Guldbagge de 2018                            | Institut Suec del Cinema                                        | Djurgården, Suècia                                       | [ 14 ] [ 15 ] |
| 2 de febrer  | Premis Movieguide de 2018                           | Movieguide                                                      | Los Angeles, Califòrnia, EUA                             |               |
| 3 de febrer  | Premis Annie de 2018                                | ASIFA-Hollywood                                                 | Los Angeles, Califòrnia, EUA                             |               |
| 3 de febrer  | XXXII Premis Goya                                   | Acadèmia de les Arts i les Ciències Cinematogràfiques d'Espanya | Madrid, Espanya                                          |               |
| 3 de febrer  | Premis Magritte de 2018                             | Académie André Delvaux                                          | Brussel·les, Bèlgica                                     |               |
| 3 de febrer  | Premis del Sindicat de Directors de 2018            | Directors Guild of America                                      | Los Angeles, Califòrnia, EUA                             |               |
| 5 de febrer  | Premis Lumières de 2018                             | Académie des Lumières                                           | París, França                                            |               |
| 11 de febrer | Premis Satellite de 2018                            | International Press Academy                                     | Century City, Los Angeles                                | [ 16 ]        |
| 11 de febrer | Premis del Sindicat de Guionistes d'Amèrica de 2017 | Writers Guild of America, East & Writers Guild of America, West | Manhattan, Nova York, EUA i Los Angeles, Califòrnia, EUA |               |
| 18 de febrer | Premis BAFTA de 2017                                | British Academy of Film and Television Arts                     | Londres (Regne Unit), Regne Unit                         |               |
| 2 de març    | Premis César de 2017                                | Acadèmia de les Arts i les Tècniques del Cinema                 | París, França                                            |               |
| 3 de març    | Premis Independent Spirit de 2017                   | Independent Spirit Awards                                       | Santa Monica, Califòrnia, EUA                            |               |
| 3 de març    | Premi Golden Raspberry de 2017                      | Golden Raspberry Awards                                         | Hollywood, Califòrnia, EUA                               |               |
| 4 de març    | Premis Oscar de 2017                                | Academy of Motion Picture Arts and Sciences                     | Hollywood, Califòrnia, U.S.                              |               |
| 7 de març    | Premis Dorian de Winners Toast de 2017              | GALECA: The Society of LGBTQ Entertainment Critics              | Los Angeles, Califòrnia, EUA                             |               |
| 24 de març   | Premis Kids' Choice de 2018                         | Nickelodeon                                                     | Los Angeles, Califòrnia, EUA                             |               |
| 20 d'abril   | Premis Meril Prothom Alo de 2018                    | Meril, Prothom Alo                                              | Dhaka, Bangladesh                                        |               |
| 29 d'abril   | Premis Platino de 2017                              | EGEDA & FIPCA                                                   | Rivera Maia, Mèxic                                       |               |
| 5 de juny    | Premis Ariel de 2017                                | Academia Mexicana de Artes y Ciencias Cinematográficas          | Ciutat de Mèxic, Mèxic                                   |               |
| 18 de juny   | Premis MTV Movie & TV de 2018                       | MTV                                                             | Los Angeles, Califòrnia, EUA                             |               |
| 27 de juny   | Premis Saturn de 2017                               | Academy of Science Fiction, Fantasy and Horror Films            | Burbank, Califòrnia, EUA                                 |               |

### Festivals
Llista d'alguns festivals de cinema per al 2018 que han estat acreditats per la International Federation of Film Producers Associations (FIAPF).
| Data                       | Esdeveniment                                    | Amfitrió                                    | Lloc                     | Font |
| -------------------------- | ----------------------------------------------- | ------------------------------------------- | ------------------------ | ---- |
| 18-28 de gener             | Festival de Cinema de Sundance de 2018          | Institut Sundance                           | Park City (Utah), EUA    |      |
| 15-25 de febrer            | 68è Festival Internacional de Cinema de Berlín  | Festival Internacional de Cinema de Berlín  | Berlín, Alemanya         |      |
| 8-19 de maig               | 71è Festival Internacional de Cinema de Canes   | Festival Internacional de Cinema de Canes   | Canes, França            |      |
| 29 d'agost - 8 de setembre | 75a Mostra Internacional de Cinema de Venècia   | Festival Internacional de Cinema de Venècia | Venècia, Itàlia          |      |
| 6-16 de setembre           | 43è Festival Internacional de Cinema de Toronto | Festival Internacional de Cinema de Toronto | Toronto, Ontario, Canadà |      |

## Premis
| Categoria/Organització                  | 76a cerimònia dels Globus d'Or 6 de gener de 2019         | 76a cerimònia dels Globus d'Or 6 de gener de 2019         | 24a cerimònia dels Premis de la Crítica Cinematogràfica 13 de gener de 2019 | Premis dels Productors, Directors, Actors, i Guionistes  | 72a cerimònia dels Premis BAFTA 10 de febrer de 2019                         | 91a cerimònia dels Premis Oscar 24 de febrer de 2019                         |
| Categoria/Organització                  | Drama                                                     | Musical o Comèdia                                         | 24a cerimònia dels Premis de la Crítica Cinematogràfica 13 de gener de 2019 | Premis dels Productors, Directors, Actors, i Guionistes  | 72a cerimònia dels Premis BAFTA 10 de febrer de 2019                         | 91a cerimònia dels Premis Oscar 24 de febrer de 2019                         |
| --------------------------------------- | --------------------------------------------------------- | --------------------------------------------------------- | --------------------------------------------------------------------------- | -------------------------------------------------------- | ---------------------------------------------------------------------------- | ---------------------------------------------------------------------------- |
| Millor Pel·lícula                       | Bohemian Rhapsody                                         | Green Book                                                | Roma                                                                        | Green Book                                               | Roma                                                                         | Green Book                                                                   |
| Millor Director                         | Alfonso Cuarón Roma                                       | Alfonso Cuarón Roma                                       | Alfonso Cuarón Roma                                                         | Alfonso Cuarón Roma                                      | Alfonso Cuarón Roma                                                          | Alfonso Cuarón Roma                                                          |
| Millor Actor                            | Rami Malek Bohemian Rhapsody                              | Christian Bale Vice                                       | Christian Bale Vice                                                         | Rami Malek Bohemian Rhapsody                             | Rami Malek Bohemian Rhapsody                                                 | Rami Malek Bohemian Rhapsody                                                 |
| Millor Actriu                           | Glenn Close The Wife                                      | Olivia Colman The Favourite                               | Glenn Close The Wife Lady Gaga A Star Is Born                               | Glenn Close The Wife                                     | Olivia Colman The Favourite                                                  | Olivia Colman The Favourite                                                  |
| Millor Actor de Suport                  | Mahershala Ali Green Book                                 | Mahershala Ali Green Book                                 | Mahershala Ali Green Book                                                   | Mahershala Ali Green Book                                | Mahershala Ali Green Book                                                    | Mahershala Ali Green Book                                                    |
| Millor Actriu de Suport                 | Regina King If Beale Street Could Talk                    | Regina King If Beale Street Could Talk                    | Regina King If Beale Street Could Talk                                      | Emily Blunt Un lloc tranquil                             | Rachel Weisz The Favourite                                                   | Regina King If Beale Street Could Talk                                       |
| Millor Guió, Adaptat                    | Brian Currie, Peter Farrelly i Nick Vallelonga Green Book | Brian Currie, Peter Farrelly i Nick Vallelonga Green Book | Barry Jenkins If Beale Street Could Talk                                    | Nicole Holofcener i Jeff Whitty Can You Ever Forgive Me? | Spike Lee, David Rabinowitz, Charlie Wachtel i Kevin Willmott BlacKkKlansman | Spike Lee, David Rabinowitz, Charlie Wachtel i Kevin Willmott BlacKkKlansman |
| Millor Guió, Original                   | Brian Currie, Peter Farrelly i Nick Vallelonga Green Book | Brian Currie, Peter Farrelly i Nick Vallelonga Green Book | Paul Schrader El reverend                                                   | Bo Burnham Eighth Grade                                  | Deborah Davis i Tony McNamara The Favourite                                  | Brian Currie, Peter Farrelly i Nick Vallelonga Green Book                    |
| Millor Pel·lícula Animada               | Spider-Man: Un nou univers                                | Spider-Man: Un nou univers                                | Spider-Man: Un nou univers                                                  | N/D                                                      | Spider-Man: Un nou univers                                                   | Spider-Man: Un nou univers                                                   |
| Millor Banda Sonora                     | Justin Hurwitz First Man                                  | Justin Hurwitz First Man                                  | Justin Hurwitz First Man                                                    | N/D                                                      | Bradley Cooper, Lady Gaga i Lukas Nelson A Star Is Born                      | Ludwig Göransson Black Panther                                               |
| Millor Cançó Original                   | "Shallow" A Star Is Born                                  | "Shallow" A Star Is Born                                  | "Shallow" A Star Is Born                                                    | N/D                                                      | N/D                                                                          | "Shallow" A Star Is Born                                                     |
| Millor Pel·lícula en Llengua Estrangera | Roma                                                      | Roma                                                      | Roma                                                                        | N/D                                                      | Roma                                                                         | Roma                                                                         |

## Pel·lícules

### Gener-març
| Obertura    | Obertura | Títol                               | Estudi                                                                                          | Repartiment | Gènere                                       | Ref.   |
| ----------- | -------- | ----------------------------------- | ----------------------------------------------------------------------------------------------- | --- | -------------------------------------------- | ------ |
| G E N E R   | 5        | Insidious: The Last Key             | Universal Pictures / Blumhouse Productions                                                      | Adam Robitel (director); Leigh Whannell (guionista); Lin Shaye, Angus Sampson, Leigh Whannell, Spencer Locke, Caitlin Gerard, Kirk Acevedo, Bruce Davison | Terror, Thriller                             | [ 17 ] |
| G E N E R   | 5        | The Strange Ones                    | Vertical Entertainment                                                                          | Lauren Wolkstein (director); Christopher Radcliff (co-director/guió); Alex Pettyfer, James Freedson-Jackson, Emily Althaus, Gene Jones, Owen Campbell, Tobias Campbell | Drama                                        | [ 18 ] |
| G E N E R   | 5        | Stratton                            | Momentum Pictures                                                                               | Simon West (director); Duncan Falconer, Guerraren Davis II (guionista); Dominic Cooper, Austin Stowell, Gemma Chan, Thomas Kretschmann, Tyler Hoechlin, Tom Felton | Acció, Thriller                              | [ 19 ] |
| G E N E R   | 10       | Sweet Country                       | Samuel Goldwyn Films                                                                            | Guerrawick Thornton (director); David Tranter, Steven McGregor (guionista); Bryan Brown, Sam Neill | Drama                                        | [ 20 ] |
| G E N E R   | 12       | The Commuter                        | Lionsgate / StudioCanal / The Picture Company                                                   | Jaume Collet-Serra (director); Byron Willinger, Philip de Blasi (guionista); Liam Neeson, Vera Farmiga, Patrick Wilson, Jonathan Banks, Elizabeth McGovern, Sam Neill | Acció, Crim, Drama, Misteri, Thriller        | [ 21 ] |
| G E N E R   | 12       | Proud Mary                          | Screen Gems                                                                                     | Babak Najafi (director); John S. Newman, Christian Swegal (guionista); Taraji P. Henson, Billy Brown, Danny Glover, Neal McDonough, Xander Berkeley, Margaret Avery | Acció, Thriller                              | [ 22 ] |
| G E N E R   | 12       | Acts of Violence                    | Lionsgate Premiere                                                                              | Brett Donowho (director); Nicolas Aaron Mezzanatto (guionista); Bruce Willis, Cole Hauser, Shawn Ashmore, Melissa Bolona, Mike Epps | Acció, Thriller                              | [ 23 ] |
| G E N E R   | 12       | Freak Show                          | IFC Films                                                                                       | Trudie Styler (director); Patrick J. Clifton, Beth Rigazio (guionista); Alex Lawther, Abigail Breslin, Bette Midler, AnnaSophia Robb, Ian Nelson, Lorraine Toussaint, Laverne Cox                                                                                            | Drama                                        | [ 24 ] |
| G E N E R   | 12       | Humor Me                            | Shout! Factory / Shout! Studios                                                                 | Sam Hoffman (director/guió); Jemaine Clement, Elliott Gould, Ingrid Michaelson, Annie Potts, Priscilla Lopez, Bebe Neuwirth, Maria Dizzia | Comèdia                                      | [ 25 ] |
| G E N E R   | 12       | Vazante                             | Musical Box Films                                                                               | Daniela Thomas (director/guió); Beto Amaral (guionista); Adriano Carvalho, Luana Nastas | Històric, Aventures, Drama                   | [ 26 ] |
| G E N E R   | 18       | Mary and the Witch's Flower         | GKIDS                                                                                           | Hiromasa Yonebayashi (director/guió); Riko Sakaguchi (guionista); Ruby Barnhill, Louis Ashbourne Serkis, Kate Winslet, Jim Broadbent, Teresa Gallagher, Ewen Bremner, Rasmus Hardiker, Morwenna Banks, Lynda Baron                                                           | Animació, Fantasia, Familiar                 | [ 27 ] |
| G E N E R   | 19       | 12 Strong                           | Warner Bros. Pictures / Alcon Entertainment / Jerry Bruckheimer Films                           | Nicolai Fuglsig (director); Peter Craig, Ted Tally (guionista); Chris Hemsworth, Michael Shannon, Michael Peña, Navid Negahban, Trevante Rhodes, Geoff Stults, Thad Luckinbill, Rob Riggle, William Fichtner                                                                 | Guerra, Drama, Thriller                      | [ 28 ] |
| G E N E R   | 19       | Den of Thieves                      | STX Entertainment                                                                               | Christian Gudegast (director/guió); Paul Scheuring (guionista); Gerard Butler, 50 Cent, Pablo Schreiber, O'Shea Jackson Jr., Evan Jones, Dawn Olivieri, Mo McRae, Max Holloway                                                                                               | Crim, Acció, Thriller                        | [ 29 ] |
| G E N E R   | 19       | Forever My Girl                     | Roadside Attraction                                                                             | Bethany Ashton Wolf (director/guió); Alex Roe, Jessica Rothe, John Benjamin Hickey | Romanç, Musical, Drama                       | [ 30 ] |
| G E N E R   | 26       | Maze Runner: The Death Cure         | 20th Century Fox                                                                                | Wes Ball (director); T.S. Nowlin (guionista); Dylan O'Brien, Kaya Scodelario, Thomas Brodie-Sangster, Ki Hong Lee, Giancarlo Esposito, Aidan Gillen, Walton Goggins, Barry Pepper, Will Poulter, Patricia Clarkson                                                           | Acció, Ciència Ficció, Thriller              | [ 31 ] |
| G E N E R   | 26       | The Insult                          | Cohen Media Group                                                                               | Ziad Doueiri (director/guió); Joelle Touma (guionista); Adel Karam, Camille Salameh, Kamel El Basha | Drama                                        | [ 32 ] |
| G E N E R   | 26       | Please Stand By                     | Magnolia Pictures                                                                               | Ben Lewin (director); Michael Golamco (guionista); Dakota Fanning, Toni Collette, Alice Eve | Comèdia, Drama                               | [ 33 ] |
| F E B R E R | 2        | Winchester                          | Lionsgate / CBS Films                                                                           | The Spierig Brothers (director/guió); Helen Mirren, Jason Clarke, Sarah Snook, Angus Sampson | Terror                                       | [ 34 ] |
| F E B R E R | 2        | A Fantastic Woman                   | Sony Pictures Classics                                                                          | Sebastián Lelio (director/guió); Gonzalo Maza (guionista); Daniela Vega, Francisco Reyes | Drama                                        | [ 35 ] |
| F E B R E R | 2        | Armed                               | GVN Releasing                                                                                   | Mario Van Peebles (director/guió); Mario Van Peebles, William Fichtner, Ryan Guzman, Columbus Short, Laz Alonso | Acció                                        | [ 36 ] |
| F E B R E R | 4        | The Cloverfield Paradox             | Paramount Pictures / Netflix / Bad Robot Productions                                            | Julius Onah (director); Oren Uziel, Doug Jung (guionista); Daniel Brühl, Elizabeth Debicki, Aksel Hennie, Gugu Mbatha-Raw, Chris O'Dowd, John Ortiz, David Oyelowo, Zhang Ziyi                                                                                               | Ciència Ficció, Terror, Thriller             | [ 37 ] |
| F E B R E R | 9        | Peter Rabbit                        | Columbia Pictures / Sony Pictures Animation                                                     | Will Gluck (director/guió); Rob Lieber (guionista); James Corden, Domhnall Gleeson, Rose Byrne, Daisy Ridley, Margot Robbie, Elizabeth Debicki, Sam Neill | Familiar, Comèdia, Aventures                 | [ 38 ] |
| F E B R E R | 9        | Fifty Shades Freed                  | Universal Pictures                                                                              | James Foley (director); Niall Leonard (guionista); Dakota Johnson, Jamie Dornan, Kim Basinger, Eric Johnson, Rita Ora, Luke Grimes, Victor Rasuk, Jennifer Ehle, Marcia Gay Harden                                                                                           | Drama, Romanç                                | [ 39 ] |
| F E B R E R | 9        | The 15:17 to Paris                  | Warner Bros. Pictures / Village Roadshow Pictures                                               | Clint Eastwood (director); Dorothy Blyskal (guionista); Anthony Sadler, Alek Skarlatos, Spencer Stone, Judy Greer, Jenna Fischer, Ray Corasani | Biografia, Drama                             | [ 40 ] |
| F E B R E R | 9        | La Boda de Valentina                | Lionsgate / Pantelion Films                                                                     | Marco Polo Constandse (director); Omar Chaparro, Marimar Vega, Ryan Carnes | Comèdia, Romanç                              | [ 41 ] |
| F E B R E R | 9        | Kri                                 | Subas Entertainment Production / Super Kajal Films                                              | Surendra Poudel (director/guió); Anmol K.C., Aditi Budhathoki, Anoop Bikram Shahi | Acció, Romanç                                | [ 42 ] |
| F E B R E R | 9        | Permission                          | Good Dead Entertainment                                                                         | Brian Crano (director/guió); Rebecca Hall, Dan Stevens, Morgan Spector, David Joseph Craig, Gina Gershon, Jason Sudeikis | Drama, Romanç, Comèdia                       | [ 43 ] |
| F E B R E R | 9        | Monster Familiar                    | Viva Pictures                                                                                   | Holger Tappe (director); David Safier, Catharine Junk (guionista); Emily Watson, Jason Isaacs, Nick Frost, Jessica Brown Findlay, Celia Imrie, Catherine Tate | Animació, Comèdia, Familiar, Terror          | [ 44 ] |
| F E B R E R | 9        | Golden Exits                        | Vertical Entertainment                                                                          | Alex Ross Perry (director/guió); Emily Browning, Adam Horowitz, Mary-Louise Parker, Jason SchGuerratzman, Chloë Sevigny, Analeigh Tipton | Drama                                        | [ 45 ] |
| F E B R E R | 16       | Black Panther                       | Marvel Studios                                                                                  | Ryan Coogler (director/Plantilla:Zwspguió); Joe Robert Cole (guionista); Chadwick Boseman, Michael B. Jordan, Lupita Nyong'o, Danai Gurira, Martin Freeman, Daniel Kaluuya, Letitia Wright, Winston Duke, Angela Bassett, Forest Whitaker, Andy Serkis                       | Superherois, Acció, Aventures                | [ 46 ] |
| F E B R E R | 16       | Early Man                           | Summit Entertainment / StudioCanal / Aardman Animation                                          | Nick Park (director); Mark Burton, John O'Farrell (guionista); Eddie Redmayne, Tom Hiddleston, Maisie Williams, Timothy Spall | Animació, Comèdia, Familiar, Aventures       | [ 47 ] |
| F E B R E R | 16       | Loveless                            | Sony Pictures Classics                                                                          | Andrey Zvyagintsev (director); Oleg Negin, Andrey Zvyagintsev (guionista); Maryana Spivak, Alexei Rozin, Matvey Novikov, Marina Vasilyeva, Andris Keišs | Drama                                        | [ 48 ] |
| F E B R E R | 16       | The Party                           | Roadside Attraction                                                                             | Sally Potter (director/guió); Timothy Spall, Kristin Scott Thomas, Patricia Clarkson, Emily Mortimer, Cillian Murphy, Bruno Ganz | Comèdia, Drama                               | [ 49 ] |
| F E B R E R | 16       | Nostalgia                           | Bleecker Street                                                                                 | Mark Pellington (director/guió); Alex Ross Perry (guionista); Jon Hamm, Nick Offerman, Amber Tamblyn, Patton Oswalt, Catherine Keener, Ellen Burstyn, Bruce Dern, John Ortiz, James LeGros                                                                                   | Drama                                        | [ 50 ] |
| F E B R E R | 16       | Black '47                           | Fastnet Films / Samsa Films / UMedia / Altitude Film                                            | Lance Daly (director); PJ Dillon, Pierce Ryan, Eugene O'Brien, & Lance Daly (guionista); Hugo Weaving, Jim Broadbent, Stephen Rea, Freddie Fox, Moe Dunford, James Frecheville, Sarah Greene, Barry Keoghan                                                                  | Drama                                        | [ 51 ] |
| F E B R E R | 16       | Samson                              | Pure Flix                                                                                       | Bruce Macdonald (director); Timothy Ratajczak, Jason Baumgardner (guionista); Taylor James, Jackson Rathbone, Billy Zane, Caitlin Leahy, Rutger Hauer, Lindsay Wagner | Acció, Drama, Bíblic                         | [ 52 ] |
| F E B R E R | 23       | Game Night                          | Warner Bros. Pictures / New Line Cinema / Davis Entertainment                                   | Jonathan Goldstein, John Francis Daley (directors); Mark Perez (guionista); Jason Bateman, Rachel McAdams, Kyle Chandler, Billy Magnussen, Sharon Horgan, Lamorne Morris, Kylie Bunbury, Jesse Plemons, Michael C. Hall                                                      | Acció, Comèdia, Crim, Misteri, Thriller      | [ 53 ] |
| F E B R E R | 23       | Annihilation                        | Paramount Pictures / Netflix / Skydance Media / DNA Films                                       | Alex Garland (director/guió); Natalie Portman, Jennifer Jason Leigh, Gina Rodriguez, Tessa Thompson, Tuva Novotny, Oscar Isaac | Ciència Ficció, Fantasia, Acció, Terror      | [ 54 ] |
| F E B R E R | 23       | Every Day                           | Orion Pictures                                                                                  | Michael Sucsy (director); Jesse Andrews (guionista); Angourie Rice, Maria Bello, Debby Ryan, Jacob Batalon, Justice Smith, Lucas Jade Zumann | Romanç, Drama                                | [ 55 ] |
| F E B R E R | 23       | The Cured                           | IFC Films                                                                                       | David Freyne (director); Ellen Page, Sam Keeley, Tom Vaughan-Lawlor | Terror                                       | [ 56 ] |
| F E B R E R | 23       | The Lodgers                         | Epic Pictures Group                                                                             | Brian O'Malley (director); David Turpin (guionista); Charlotte Vega, Bill Milner, Eugene Simon, David Bradley, Deirdre O'Kane, Moe Dunford | Terror                                       | [ 57 ] |
| M A R Ç     | 2        | Red Sparrow                         | 20th Century Fox / Chernin Entertainment                                                        | Francis Lawrence (director); Justin Haythe (guionista); Jennifer Lawrence, Joel Edgerton, Matthias Schoenaerts, Charlotte Rampling, Mary-Louise Parker, Jeremy Irons | Acció, Drama, Misteri, Thriller              | [ 58 ] |
| M A R Ç     | 2        | Death Wish                          | Metro-Goldwyn-Mayer                                                                             | Eli Roth (director); Joe Carnahan (guionista); Bruce Willis, Vincent D'Onofrio, Dean Norris, Kimberly Elise, Mike Epps, Elisabeth Shue, Camila Morrone | Acció                                        | [ 59 ] |
| M A R Ç     | 2        | The Vanishing of Sidney Hall        | A24                                                                                             | Shawn Christensen (director/guió); Jason Dolan (guionista); Logan Lerman, Elle Fanning, Michelle Monaghan, Nathan Lane, Kyle Chandler | Drama, Misteri                               | [ 60 ] |
| M A R Ç     | 2        | Foxtrot                             | Sony Pictures Classics                                                                          | Samuel Maoz (director/guió); Lior Ashkenazi, Sarah Adler, Yonatan Shiray | Drama                                        | [ 61 ] |
| M A R Ç     | 2        | Pickings                            | Digital Magic Entertainment                                                                     | Usher Morgan (director/guió); Elyse Price, Joel Bernard, Katie Vincent, Joe Trombino | Crim, Drama                                  | [ 62 ] |
| M A R Ç     | 9        | A Wrinkle in Time                   | Walt Disney Pictures                                                                            | Ava DuVernay (director); Jennifer Lee (guionista); Storm Reid, Oprah Winfrey, Reese Witherspoon, Mindy Kaling, Levi Miller, Deric McCabe, Chris Pine, Gugu Mbatha-Raw, Michael Peña, Zach Galifianakis                                                                       | Fantasia, Familiar, Aventures                | [ 63 ] |
| M A R Ç     | 9        | Gringo                              | Amazon Studios / STX Entertainment                                                              | Nash Edgerton (director); Anthony Tambakis, Matthew Stone (guionista); David Oyelowo, Charlize Theron, Joel Edgerton, Amanda Seyfried, Thandie Newton, Sharlto Copley | Acció, Comèdia, Drama                        | [ 64 ] |
| M A R Ç     | 9        | Thoroughbreds                       | Focus Features                                                                                  | Cory Finley (director/guió); Olivia Cooke, Anya Taylor-Joy, Anton Yelchin, Paul Sparks, Francie Swift | Drama, Thriller                              | [ 65 ] |
| M A R Ç     | 9        | The Death of Stalin                 | IFC Films                                                                                       | Armando Iannucci (director/guió); Steve Buscemi, Simon Russell Beale, Paddy Considine, Rupert Friend, Jason Isaacs, Michael Palin, Andrea Riseborough, Jeffrey Tambor | Comèdia de sàtira política                   | [ 66 ] |
| M A R Ç     | 9        | The Leisure Seeker                  | Sony Pictures Classics                                                                          | Paolo Virzì (director/guió); Francesca Archibugi, Francesco Piccolo, Stephen Amidon (guionista); Donald Sutherland, Helen Mirren | Drama                                        | [ 67 ] |
| M A R Ç     | 9        | The Strangers: Prey at Night        | Aviron Pictures / Rogue                                                                         | Johannes Roberts (director); Bryan Bertino, Ben Ketai (guionista); Christina Hendricks, Martin Henderson, Bailee Madison, Lewis Pullman | Terror, Thriller                             | [ 68 ] |
| M A R Ç     | 9        | The Hurricane Heist                 | Entertainment Studios                                                                           | Rob Cohen (director/guió); Toby Kebbell, Maggie Grace, Ryan Kwanten, Melissa Bolona, Ralph Ineson | Catàstrofes, Thriller                        | [ 69 ] |
| M A R Ç     | 16       | Tomb Raider                         | Warner Bros. Pictures / GK Films / Metro-Goldwyn-Mayer / Square Enix                            | Roar Uthaug (director); Geneva Robertson-Dworet (guionista); Alicia Vikander, Dominic West, Walton Goggins, Daniel Wu, Kristin Scott Thomas, Derek Jacobi, Nick Frost, Hannah John-Kamen                                                                                     | Acció, Aventures                             | [ 70 ] |
| M A R Ç     | 16       | Love, Simon                         | Fox 2000 Pictures                                                                               | Greg Berlanti (director); Isaac Aptaker, Elizabeth Berger (guionista); Nick Robinson, Katherine Langford, Alexandra Shipp, Jorge Lendeborg Jr., Miles Heizer, Keiynan Lonsdale, Logan Miller, Jennifer Garner, Josh Duhamel, Tony Hale                                       | Dramèdia                                     | [ 71 ] |
| M A R Ç     | 16       | I Can Only Imagine                  | Roadside Attraction / Lionsgate                                                                 | Jon Erwin (director/guió); Andrew Erwin (co-director), Alex Cramer, Brent McCorkle (guionista); Cloris Leachman, Dennis Quaid, Priscilla Shirer, Madeline Carroll, J. Michael Finley, Trace Adkins                                                                           | Drama                                        | [ 72 ] |
| M A R Ç     | 16       | 7 Days in Entebbe                   | Focus Features / StudioCanal / Participant Media / Working Title Films                          | José Padilha (director); Gregory Burke (guionista); Rosamund Pike, Daniel Brühl, Vincent Cassel, Eddie Marsan, Ben Schnetzer | Acció, Thriller                              | [ 73 ] |
| M A R Ç     | 16       | Furlough                            | IFC Films                                                                                       | Laurie Collyer (director); Barry Strugatz (guionista); Melissa Leo, Tessa Thompson, La La Anthony, Whoopi Goldberg, Anna Paquin | Drama, Comèdia                               | [ 74 ] |
| M A R Ç     | 16       | Josie                               | Screen Media Films                                                                              | Eric England (director), Anthony Ragnone II (guionista); Sophie Turner, Dylan McDermott, Jack Kilmer | Drama, Suspens                               | [ 75 ] |
| M A R Ç     | 16       | Flower                              | The Orchard                                                                                     | Max Winkler (director), Alex McAulay (guionista); Zoey Deutch, Kathryn Hahn, Tim Heidecker, Joey Morgan, Adam Scott | Comèdia                                      | [ 76 ] |
| M A R Ç     | 23       | Pacific Rim: Uprising               | Universal Pictures / Legendary Pictures                                                         | Steven S. DeKnight (director/guió); Emily Carmichael, Kira Snyder, T.S. Nowlin (guionista); John Boyega, Scott Eastwood, Cailee Spaeny, Charlie Day, Burn Gorman, Rinko Kikuchi, Jing Tian, Adria Arjona, Zhang Jin                                                          | Acció, Aventures, Ciència Ficció             | [ 77 ] |
| M A R Ç     | 23       | Isle of Dogs                        | Fox Searchlight Pictures / Indian Paintbrush                                                    | Wes Anderson (director/guió); Bryan Cranston, EdGuerrad Norton, Bill Murray, Jeff Goldblum, Bob Balaban, Greta Gerwig, Frances McDormand, Courtney B. Vance, Fisher Stevens, Harvey Keitel, Liev Schreiber, Scarlett Johansson, Tilda Swinton, F. Murray Abraham, Frank Wood | Animació, Comèdia                            | [ 78 ] |
| M A R Ç     | 23       | Sherlock Gnomes                     | Paramount Pictures / Paramount Animation / Metro-Goldwyn-Mayer                                  | John Stevenson (director); Ben Zazove (guionista); James McAvoy, Emily Blunt, Johnny Depp, Chiwetel Ejiofor, Mary J. Blige, Michael Caine, Maggie Smith, Ashley Jensen, Matt Lucas, Stephen Merchant, Julie Walters, Richard Wilson                                          | Animació, Romanç, Comèdia, Misteri, Familiar | [ 79 ] |
| M A R Ç     | 23       | Unsane                              | Bleecker Street                                                                                 | Steven Soderbergh (director); Jonathan Bernstein, James Greer (guionista); Claire Foy, Joshua Leonard, Jay Pharoah, Juno Temple, Aimee Mullins, Amy Irving | Terror, Thriller                             | [ 80 ] |
| M A R Ç     | 23       | Paul, Apostle of Christ             | Affirm Films                                                                                    | Andrew Hyatt (director/guió); James Faulkner, Jim Caviezel, Olivier Martinez, Joanne Whalley, John Lynch | Històric, Drama, Fe                          | [ 81 ] |
| M A R Ç     | 23       | Final Portrait                      | Sony Pictures Classics                                                                          | Stanley Tucci (director/guió); Geoffrey Rush, Armie Hammer, Clémence Poésy, Tony Shalhoub, James Faulkner, Sylvie Testud | Drama                                        | [ 82 ] |
| M A R Ç     | 23       | Midnight Sun                        | Global Road Entertainment                                                                       | Scott Speer (director); Eric Kirsten (guionista); Bella Thorne, Patrick SchGuerrazenegger, Rob Riggle, Quinn Shephard | Romanç, Drama                                | [ 83 ] |
| M A R Ç     | 23       | Followers                           | Synkronized Films                                                                               | Ryan Justice (director/guió); Ian Longen, Jason Henne (guionista); Amanda Delaney, Justin Maina, Sean Michael Gloria, Nishant Gogna, David E. McMahon | Terror, Thriller                             | [ 84 ] |
| M A R Ç     | 29       | Ready Player One                    | Warner Bros. Pictures / Village Roadshow Pictures / RatPac Entertainment / Amblin Entertainment | Steven Spielberg (director); Ernest Cline, Zak Penn (guionista); Tye Sheridan, Olivia Cooke, Ben Mendelsohn, Lena Waithe, T.J. Miller, Simon Pegg, Mark Rylance, Win Morisaki, Philip Zhao, Hannah John-Kamen                                                                | Aventures, Ciència Ficció                    | [ 85 ] |
| M A R Ç     | 30       | Tyler Perry's Acrimony              | Lionsgate / Tyler Perry Films                                                                   | Tyler Perry (director/guió); Taraji P. Henson, Lyriq Bent, Tika Sumpter | Drama, Thriller                              | [ 86 ] |
| M A R Ç     | 30       | God's Not Dead: A Light in Darkness | Pure Flix                                                                                       | Michael Mason (director/guió); David A. R. White, John Corbett, Shane Harper, Benjamin Onyango, Ted McGinley, Jennifer Taylor, Tatum O'Neal, Shwayze, Cissy Houston | Drama                                        | [ 87 ] |
| M A R Ç     | 30       | Gemini                              | Neon                                                                                            | Aaron Katz (director/guió); Lola Kirke, Zoë Kravitz, Greta Lee, Michelle Forbes, Nelson Franklin, Reeve Carney, Jessica Parker Kennedy, James Ransone, Ricki Lake, John Cho                                                                                                  | Misteri, Thriller                            | [ 88 ] |
| M A R Ç     | 30       | The Last Movie Star                 | A24                                                                                             | Adam Rifkin (director/guió); Burt Reynolds, Ariel Winter, Clark Duke, Ellar Coltrane, Chevy Chase | Drama                                        | [ 89 ] |

### Abril-juny
| Obertura  | Obertura | Títol                           | Estudi                                                         | Repartiment | Gènere                                                     | Ref.    |
| --------- | -------- | ------------------------------- | -------------------------------------------------------------- | --- | ---------------------------------------------------------- | ------- |
| A B R I L | 6        | Un lloc tranquil                | Paramount Pictures / Platinum Dunes                            | John Krasinski (director/screenplay); Scott Beck, Bryan Woods (guionista); John Krasinski, Emily Blunt, Millicent Simmonds, Noah Jupe | Drama, Horror, Thriller                                    | [ 90 ]  |
| A B R I L | 6        | Blockers                        | Universal Pictures                                             | Kay Cannon (director); Eben Russell, Jon Hurwitz, Hayden Schlossberg, Brian Kehoe, Jim Kehoe (guionista); Leslie Mann, Ike Barinholtz, John Cena, Kathryn Newton, Graham Phillips, June Diane Raphael, Hannibal Buress, Sarayu Blue | Comedy                                                     | [ 91 ]  |
| A B R I L | 6        | You Were Never Really Here      | Amazon Studios                                                 | Lynne Ramsay (director/screenplay); Joaquin Phoenix, Ekaterina Samsonov, Alex Manette, John Doman, Judith Roberts | Thriller                                                   | [ 92 ]  |
| A B R I L | 6        | Chappaquiddick                  | Entertainment Studios                                          | John Curran (director); Taylor Allen, Andrew Logan (guionista); Jason Clarke, Kate Mara, Ed Helms, Bruce Dern, Jim Gaffigan, Taylor Nichols | Drama                                                      | [ 93 ]  |
| A B R I L | 6        | Pandas                          | Warner Bros. Pictures / IMAX                                   | Drew Fellman, David Douglas (directors); Drew Fellman (guionista); Kristen Bell | Documentary, Nature                                        | [ 94 ]  |
| A B R I L | 6        | Lean on Pete                    | A24                                                            | Andrew Haigh (director/screenplay); Charlie Plummer, Chloë Sevigny, Travis Fimmel, Steve Buscemi | Drama, Sports                                              | [ 95 ]  |
| A B R I L | 6        | The Miracle Season              | LD Entertainment                                               | Sean McNamara (director); David Aaron Cohen, Elissa Matsueda (guionista); Helen Hunt, William Hurt, Erin Moriarty, Danika Yarosh | Drama, Sports                                              | [ 96 ]  |
| A B R I L | 11       | Beirut                          | Bleecker Street                                                | Brad Anderson (director); Tony Gilroy (guionista); Jon Hamm, Rosamund Pike, Dean Norris, Shea Whigham, Larry Pine, Mark Pellegrino | Action, Thriller                                           | [ 50 ]  |
| A B R I L | 13       | Rampage                         | Warner Bros. Pictures / New Line Cinema                        | Brad Peyton (director); Ryan Engle (guionista); Dwayne Johnson, Naomie Harris, Malin Åkerman, Jake Lacy, Marley Shelton, Joe Manganiello, Jeffrey Dean Morgan | Action, Adventure, Sci-Fi                                  | [ 97 ]  |
| A B R I L | 13       | Truth or Dare                   | Universal Pictures / Blumhouse Productions                     | Jeff Wadlow (director/screenplay); Michael Reisz, Chris Roach, Jillian Jacobs (guionista); Lucy Hale, Tyler Posey, Violett Beane, Nolan Gerard Funk, Hayden Szeto, Sophia Taylor Ali | Horror                                                     | [ 98 ]  |
| A B R I L | 13       | The Rider                       | Sony Pictures Classics                                         | Chloé Zhao (director/screenplay); Brady Jandreau | Drama, Biography                                           | [ 99 ]  |
| A B R I L | 13       | Sgt. Stubby: An American Hero   | Fun Academy Motion Pictures / Mikros Image                     | Richard Lanni (director/screenplay); Mike Stokey (guionista); Logan Lerman, Helena Bonham Carter, Gérard Depardieu | Animation, Family                                          | [ 100 ] |
| A B R I L | 20       | I Feel Pretty                   | STX Entertainment                                              | Abby Kohn, Marc Silverstein (director/screenplay); Amy Schumer, Michelle Williams, Emily Ratajkowski, Rory Scovel | Comedy                                                     | [ 101 ] |
| A B R I L | 20       | Super Troopers 2                | Fox Searchlight Pictures                                       | Jay Chandrasekhar (director); Broken Lizard (guionista); Jay Chandrasekhar, Paul Soter, Steve Lemme, Erik Stolhanske, Kevin Heffernan | Crime, Comedy, Mystery                                     | [ 102 ] |
| A B R I L | 20       | Traffik                         | Summit Entertainment / Codeblack Films                         | Deon Taylor (director/screenplay); Paula Patton, Omar Epps, Missi Pyle, William Fichtner, Roselyn Sanchez, Dawn Olivieri, Laz Alonso | Thriller                                                   | [ 103 ] |
| A B R I L | 20       | The House of Tomorrow           | Shout! Studios                                                 | Peter Livolsi (director/screenplay); Asa Butterfield, Nick Offerman, Ellen Burstyn, Alex Wolff, Maude Apatow | Drama                                                      | [ 104 ] |
| A B R I L | 21       | Liz and the Blue Bird           | Kyoto Animation                                                | Naoko Yamada (director); Reiko Yoshida (guionista); Atsumi Tanezaki, Nao Tōyama | Animation, Drama, Musical                                  | [ 105 ] |
| A B R I L | 27       | Avengers: Infinity War          | Marvel Studios                                                 | Anthony Russo i Joe Russo (directors); Christopher Markus i Stephen McFeely (guionista); Robert Downey Jr., Chris Hemsworth, Mark Ruffalo, Chris Evans, Scarlett Johansson, Benedict Cumberbatch, Don Cheadle, Tom Holland, Chadwick Boseman, Paul Bettany, Elizabeth Olsen, Anthony Mackie, Sebastian Stan, Danai Gurira, Letitia Wright, Dave Bautista, Zoe Saldana, Pom Klementieff, Karen Gillan, Benedict Wong, Idris Elba, Peter Dinklage, Tom Hiddleston, Vin Diesel, Bradley Cooper, Gwyneth Paltrow, Benicio del Toro, Josh Brolin, Chris Pratt | Superhero, Epic, Action, Adventure, Sci-Fi, Fantasy, Drama | [ 106 ] |
| A B R I L | 27       | Disobedience                    | Bleecker Street                                                | Sebastián Lelio (director/screenplay); Rebecca Lenkiewicz (guionista); Rachel Weisz, Rachel McAdams, Alessandro Nivola | Drama                                                      | [ 50 ]  |
| A B R I L | 27       | Backstabbing for Beginners      | A24                                                            | Per Fly (director); Daniel Pyne, Per Fly (guionista); Ben Kingsley, Theo James, Jacqueline Bisset | Thriller                                                   | [ 107 ] |
| A B R I L | 27       | Kings                           | The Orchard                                                    | Deniz Gamze Ergüven (director/screenplay); Halle Berry, Daniel Craig | Romance                                                    | [ 108 ] |
| M A I G   | 4        | Overboard                       | Metro-Goldwyn-Mayer / Lionsgate / Pantelion Films              | Rob Greenberg, Bob Fisher (directors/screenplay); Anna Faris, Eugenio Derbez, Eva Longoria, John Hannah, Josh Segarra, Mel Rodriguez | Comedy, Romance                                            | [ 103 ] |
| M A I G   | 4        | Tully                           | Focus Features                                                 | Jason Reitman (director); Diablo Cody (guionista); Charlize Theron, Mackenzie Davis, Mark Duplass, Ron Livingston | Comedy, Drama                                              | [ 109 ] |
| M A I G   | 4        | Bad Samaritan                   | Electric Entertainment                                         | Dean Devlin (director); Brandon Boyce (guionista); David Tennant, Robert Sheehan, Carlito Olivero, Kerry Condon, Jacqueline Byers | Horror, Thriller                                           | [ 110 ] |
| M A I G   | 4        | The Cleanse                     | Sony Pictures                                                  | Bobby Miller (director/screenplay); Johnny Galecki, Anna Friel, Oliver Platt, Anjelica Huston | Comedy, Horror                                             | [ 111 ] |
| M A I G   | 4        | The Guardians                   | Music Box Films                                                | Xavier Beauvois (director/screenplay); Nathalie Baye | Drama                                                      | [ 112 ] |
| M A I G   | 11       | Life of the Party               | Warner Bros. Pictures / New Line Cinema                        | Ben Falcone (director/screenplay); Melissa McCarthy (guionista); Melissa McCarthy, Maya Rudolph, Molly Gordon, Julie Bowen, Gillian Jacobs, Debby Ryan, Matt Walsh, Jacki Weaver | Comedy                                                     | [ 113 ] |
| M A I G   | 11       | Breaking In                     | Universal Pictures                                             | James McTeigue (director); Ryan Engle (guionista); Gabrielle Union, Billy Burke, Richard Cabral, Seth Carr, Levi Meaden, Ajiona Alexus, Christa Miller | Drama, Thriller                                            | [ 114 ] |
| M A I G   | 11       | The Seagull                     | Sony Pictures Classics                                         | Michael Mayer (director); Stephen Karam (guionista); Saoirse Ronan, Annette Bening, Corey Stoll, Billy Howle | Thriller                                                   | [ 115 ] |
| M A I G   | 11       | Terminal                        | RLJE Films                                                     | Vaughn Stein (director/screenplay); Margot Robbie, Simon Pegg, Dexter Fletcher, Max Irons, Mike Myers | Drama, Thriller                                            | [ 116 ] |
| M A I G   | 11       | Revenge                         | Neon                                                           | Coralie Fargeat (director/screenplay); Matilda Lutz, Kevin Janssens, Vincent Colombe, Guillaume Bouchède | Thriller                                                   | [ 117 ] |
| M A I G   | 18       | Deadpool 2                      | 20th Century Fox / Marvel Entertainment                        | David Leitch (director); Rhett Reese, Paul Wernick, Ryan Reynolds (guionista); Ryan Reynolds, Josh Brolin, Zazie Beetz, Julian Dennison, Morena Baccarin, T. J. Miller, Brianna Hildebrand, Stefan Kapičić, Jack Kesy, Leslie Uggams, Karan Soni, Shioli Kutsuna, Eddie Marsan, Terry Crews, Bill Skarsgård, Lewis Tan, Rob Delaney | Superhero, Action, Comedy                                  | [ 118 ] |
| M A I G   | 18       | Book Club                       | Paramount Pictures                                             | Bill Holderman (director/screenplay); Erin Simms (guionista); Jane Fonda, Candice Bergen, Mary Steenburgen, Diane Keaton | Comedy                                                     | [ 119 ] |
| M A I G   | 18       | El reverend                     | A24                                                            | Paul Schrader (director/screenplay); Ethan Hawke, Amanda Seyfried, Cedric Kyles | Drama                                                      | [ 120 ] |
| M A I G   | 18       | Pope Francis: A Man of His Word | Focus Features                                                 | Wim Wenders (director); Pope Francis | Documentary                                                | [ 121 ] |
| M A I G   | 18       | Show Dogs                       | Global Road Entertainment                                      | Raja Gosnell (director); Max Botkin (guionista); Will Arnett, Natasha Lyonne, Ludacris, Stanley Tucci, Shaquille O'Neal, Gabriel Iglesias, Alan Cumming, Oliver Tompsett, Andy Beckwith | Family, Comedy                                             | [ 122 ] |
| M A I G   | 25       | Solo: A Star Wars Story         | Lucasfilm                                                      | Ron Howard (director); Lawrence Kasdan, Jon Kasdan (guionista); Alden Ehrenreich, Woody Harrelson, Emilia Clarke, Donald Glover, Thandie Newton, Phoebe Waller-Bridge, Joonas Suotamo, Paul Bettany | Sci-Fi, Comedy, Action, Adventure                          | [ 123 ] |
| M A I G   | 25       | How to Talk to Girls at Parties | A24                                                            | John Cameron Mitchell (director); Philippa Goslett, John Cameron Mitchell (guionista); Elle Fanning, Alex Sharp, Nicole Kidman, Ruth Wilson, Matt Lucas | Sci-Fi, Romance, Comedy                                    | [ 124 ] |
| M A I G   | 25       | In Darkness                     | Vertical Entertainment                                         | Anthony Byrne (director); Anthony Byrne, Natalie Dormer (guionista); Natalie Dormer, Emily Ratajkowski, Ed Skrein, Joely Richardson, Neil Maskell, James Cosmo, Jan Bijvoet | Thriller                                                   | [ 125 ] |
| M A I G   | 25       | The Misandrists                 | Cartilage Films                                                | Bruce LaBruce (director); Bruce LaBruce (guionista); Susanne Sachße, Viva Ruiz, Kembra Pfahler, Caprice Crawford, Grete Gehrke | Comedy                                                     | [ 126 ] |
| M A I G   | 25       | Future World                    | Lionsgate Premiere                                             | James Franco, Bruce Thierry Cheung (director); Bruce Thierry Cheung, Jeremy Cheung, Jay Davis (guionista); James Franco, Suki Waterhouse, Jeffrey Wahlberg, Margarita Levieva, Snoop Dogg, George Lewis Jr., Method Man, Lucy Liu, Milla Jovovich | Thriller, Action, Sci-Fi                                   | [ 127 ] |
| J U N Y   | 1        | Action Point                    | Paramount Pictures                                             | Tim Kirkby (director); Johnny Knoxville (guionista); Johnny Knoxville, Chris Pontius | Action, Comedy                                             | [ 128 ] |
| J U N Y   | 1        | Adrift                          | STX Entertainment                                              | Baltasar Kormákur (director); Aaron Kandell, Jordan Kandell, David Branson Smith (guionista); Shailene Woodley, Sam Claflin | Drama                                                      | [ 129 ] |
| J U N Y   | 1        | Upgrade                         | BH Tilt                                                        | Leigh Whannell (director/screenplay); Logan Marshall-Green, Betty Gabriel, Harrison Gilbertson, Benedict Hardie | Sci-fi, Horror, Action                                     | [ 130 ] |
| J U N Y   | 1        | American Animals                | The Orchard / MoviePass Ventures                               | Bart Layton (director/screenplay); Evan Peters, Barry Keoghan, Blake Jenner, Jared Abrahamson, Udo Kier, Ann Dowd | Crime, Drama                                               | [ 131 ] |
| J U N Y   | 1        | Social Animals                  | Vertical Entertainment                                         | Theresa Bennett (director/screenplay); Noël Wells, Josh Radnor, Aya Cash, Carly Chaikin, Fortune Feimster, Samira Wiley | Comedy                                                     | [ 132 ] |
| J U N Y   | 8        | Ocean's 8                       | Warner Bros. Pictures / Village Roadshow Pictures              | Gary Ross (director/screenplay); Olivia Milch (guionista); Sandra Bullock, Cate Blanchett, Anne Hathaway, Mindy Kaling, Sarah Paulson, Awkwafina, Rihanna, Helena Bonham Carter | Crime, Comedy                                              | [ 133 ] |
| J U N Y   | 8        | Won't You Be My Neighbor?       | Focus Features                                                 | Morgan Neville (director); Fred Rogers | Documentary                                                | [ 134 ] |
| J U N Y   | 8        | Hereditary                      | A24                                                            | Ari Aster (director/screenplay); Toni Collette, Alex Wolff, Milly Shapiro, Ann Dowd, Gabriel Byrne | Horror                                                     | [ 135 ] |
| J U N Y   | 8        | Hotel Artemis                   | Global Road Entertainment                                      | Drew Pearce (director/screenplay); Jodie Foster, Sterling K. Brown, Sofia Boutella, Jeff Goldblum, Dave Bautista, Brian Tyree Henry, Jenny Slate, Zachary Quinto, Charlie Day | Action, Thriller                                           | [ 136 ] |
| J U N Y   | 13       | Superfly                        | Columbia Pictures                                              | Director X (director); Alex Tse (guionista); Trevor Jackson, Jason Mitchell, Michael K. Williams, Esai Morales | Crime, Drama                                               | [ 137 ] |
| J U N Y   | 15       | Incredibles 2                   | Walt Disney Pictures / Pixar Animation Studios                 | Brad Bird (director/screenplay); Holly Hunter, Craig T. Nelson, Sarah Vowell, Huck Milner, Samuel L. Jackson, Bob Odenkirk, Catherine Keener, Brad Bird, Jonathan Banks, Michael Bird, Sophia Bush, Phil LaMarr, Paul Eiding, Bill Wise, Isabella Rossellini, John Ratzenberger | Superhero, Family, Animation                               | [ 138 ] |
| J U N Y   | 15       | Tag                             | Warner Bros. Pictures / New Line Cinema                        | Jeff Tomsic (director); Rob McKittrick, Mark Steilen (guionista); Ed Helms, Jeremy Renner, Jon Hamm, Jake Johnson, Hannibal Buress, Annabelle Wallis, Isla Fisher, Rashida Jones, Leslie Bibb | Comedy                                                     | [ 139 ] |
| J U N Y   | 15       | On Chesil Beach                 | Bleecker Street                                                | Dominic Cooke (director); Ian McEwan (guionista); Saoirse Ronan, Billy Howle, Emily Watson, Anne-Marie Duff, Samuel West, Adrian Scarborough | Drama                                                      | [ 50 ]  |
| J U N Y   | 15       | Gotti                           | Vertical Entertainment                                         | Kevin Connolly (director); Lem Dobbs, Leo Rossi (guionista); John Travolta, Kelly Preston, Stacy Keach, Pruitt Taylor Vince, Spencer Lofranco, William DeMeo, Leo Rossi, Victor Gojcaj | Biography, Crime, Drama                                    | [ 140 ] |
| J U N Y   | 22       | Jurassic World: Fallen Kingdom  | Universal Pictures / Amblin Entertainment / Legendary Pictures | J.A. Bayona (director); Derek Connolly, Colin Trevorrow (guionista); Chris Pratt, Bryce Dallas Howard, Rafe Spall, Justice Smith, Daniella Pineda, James Cromwell, Toby Jones, Ted Levine, B. D. Wong, Isabella Sermon, Geraldine Chaplin, Jeff Goldblum | Action, Adventure, Sci-Fi                                  | [ 141 ] |
| J U N Y   | 22       | Boundaries                      | Sony Pictures Classics                                         | Shana Feste (director/screenplay); Vera Farmiga, Christopher Plummer, Lewis MacDougall, Bobby Cannavale, Kristen Schaal | Comedy, Drama                                              | [ 142 ] |
| J U N Y   | 22       | Damsel                          | Magnolia Pictures                                              | David Zellner, Nathan Zellner (directors/screenplay); Robert Pattinson, Mia Wasikowska | Comedy, Drama                                              | [ 143 ] |
| J U N Y   | 28       | The Domestics                   | Orion Classics                                                 | Mike P. Nelson (director/screenplay); Tyler Hoechlin, Kate Bosworth, Lance Reddick, Sonoya Mizuno, Dana Gourrier, Thomas Francis Murray, David Dastmalchian | Sci-Fi, Thriller                                           | [ 144 ] |
| J U N Y   | 29       | Sicario: Day of the Soldado     | Columbia Pictures                                              | Stefano Sollima (director); Taylor Sheridan (guionista); Benicio del Toro, Josh Brolin, Isabela Moner, Jeffrey Donovan, Manuel Garcia-Rulfo, Catherine Keener | Action, Crime, Thriller                                    | [ 145 ] |
| J U N Y   | 29       | Leave No Trace                  | Bleecker Street                                                | Debra Granik (director/screenplay); Anne Rosellini (guionista); Ben Foster, Thomasin McKenzie, Jeff Kober, Dale Dickey | Drama                                                      | [ 146 ] |
| J U N Y   | 29       | Uncle Drew                      | Summit Entertainment                                           | Charles Stone III (director); Jay Longino (guionista); Kyrie Irving, Lil Rel Howery, Shaquille O'Neal, Reggie Miller, Nate Robinson, Chris Webber, Erica Ash, Lisa Leslie, Nick Kroll, Tiffany Haddish | Comedy, Family, Sports                                     | [ 147 ] |
| J U N Y   | 29       | Woman Walks Ahead               | A24                                                            | Susanna White (director); Steven Knight (guionista); Jessica Chastain, Michael Greyeyes, Chaske Spencer, Sam Rockwell | Biography, Drama                                           | [ 148 ] |

### Juliol-setembre
| Obertura        | Obertura | Títol                                  | Estudi                                                            | Repartiment | Gènere                                       | Ref.    |
| --------------- | -------- | -------------------------------------- | ----------------------------------------------------------------- | --- | -------------------------------------------- | ------- |
| J U L I O L     | 4        | The First Purge                        | Universal Pictures / Blumhouse Productions                        | Gerard McMurray (director); James DeMonaco (guionista); Y'lan Noel, Lex Scott Davis, Joivan Wade, Luna Lauren Velez, Marisa Tomei | Horror, Sci-fi                               | [ 149 ] |
| J U L I O L     | 6        | Ant-Man and the Wasp                   | Marvel Studios                                                    | Peyton Reed (director); Chris McKenna, Erik Sommers, Andrew Barrer, Gabriel Ferrari, Paul Rudd (guionista); Paul Rudd, Evangeline Lilly, Michael Peña, Michael Douglas, Michelle Pfeiffer, Walton Goggins, Hannah John-Kamen, Bobby Cannavale, Judy Greer, Tip "T.I." Harris, David Dastmalchian, Abby Ryder Fortson, Randall Park, Laurence Fishburne | Superhero, Action, Adventure, Comedy, Sci-Fi | [ 150 ] |
| J U L I O L     | 6        | Sorry to Bother You                    | Annapurna Pictures                                                | Boots Riley (director/screenplay); Lakeith Stanfield, Tessa Thompson, Armie Hammer, Steven Yeun, Jermaine Fowler, Omari Hardwick, Terry Crews, Danny Glover, Patton Oswalt, David Cross | Sci-Fi, Fantasy, Comedy                      | [ 151 ] |
| J U L I O L     | 6        | Whitney                                | Roadside Attractions / Miramax                                    | Kevin MacDonald (director/screenplay); Whitney Houston | Documentary                                  | [ 152 ] |
| J U L I O L     | 13       | Hotel Transylvania 3: Summer Vacation  | Columbia Pictures / Sony Pictures Animation                       | Genndy Tartakovsky (director/screenplay); Michael McCullers (guionista); Adam Sandler, Andy Samberg, Selena Gomez, Kevin James, Fran Drescher, Steve Buscemi, Molly Shannon, David Spade, Keegan-Michael Key, Kathryn Hahn, Jim Gaffigan, Mel Brooks                                                                                                   | Comedy, Animation, Horror, Fantasy           | [ 153 ] |
| J U L I O L     | 13       | Skyscraper                             | Universal Pictures / Legendary Pictures                           | Rawson Marshall Thurber (director/screenplay); Dwayne Johnson, Neve Campbell, Chin Han, Roland Møller, Pablo Schreiber, Byron Mann, Hannah Quinlivan, Noah Taylor | Action, Thriller                             | [ 154 ] |
| J U L I O L     | 13       | Eighth Grade                           | A24                                                               | Bo Burnham (director/screenplay); Elsie Fisher, Josh Hamilton, Emily Robinson, Missy Yager | Comedy                                       | [ 155 ] |
| J U L I O L     | 13       | Don't Worry, He Won't Get Far on Foot  | Amazon Studios                                                    | Gus Van Sant (director/screenplay); Joaquin Phoenix, Rooney Mara, Jonah Hill, Jack Black | Comedy, Drama                                | [ 156 ] |
| J U L I O L     | 13       | Shock and Awe                          | Vertical Entertainment                                            | Rob Reiner (director); Joey Hartstone (guionista); Woody Harrelson, Tommy Lee Jones, James Marsden, Milla Jovovich, Jessica Biel, Richard Schiff, Al Sapienza | Drama                                        | [ 157 ] |
| J U L I O L     | 20       | Mamma Mia! Here We Go Again            | Universal Pictures / Legendary Pictures / Playtone                | Ol Parker (director/screenplay); Lily James, Amanda Seyfried, Pierce Brosnan, Colin Firth, Stellan Skarsgård, Julie Walters, Christine Baranski, Dominic Cooper, Cher, Andy García, Meryl Streep | Romance, Musical, Comedy                     | [ 158 ] |
| J U L I O L     | 20       | The Equalizer 2                        | Columbia Pictures / Escape Artists                                | Antoine Fuqua (director); Richard Wenk (guionista); Denzel Washington, Ashton Sanders, Pedro Pascal, Melissa Leo, Bill Pullman | Action, Crime, Thriller                      | [ 159 ] |
| J U L I O L     | 20       | Blindspotting                          | Summit Entertainment / Codeblack Films                            | Carlos López Estrada (director); Daveed Diggs, Rafael Casal (guionista); Janina Gavankar, Ethan Embry, Daveed Diggs, Rafael Casal, Wayne Knight | Comedy                                       | [ 160 ] |
| J U L I O L     | 20       | Unfriended: Dark Web                   | BH Tilt                                                           | Stephen Susco (director/screenplay); Colin Woodell, Rebecca Rittenhouse, Betty Gabriel, Andrew Lees, Connor Del Rio, Stephanie Nogueras, Savira Windyani | Horror                                       | [ 161 ] |
| J U L I O L     | 20       | Bleach                                 | Warner Bros. Japan                                                | Shinsuke Sato (director); Sota Fukushi, Hana Sugisaki | Supernatural, Fantasy, Action                | [ 162 ] |
| J U L I O L     | 20       | Gauguin - Voyage de Tahiti             | Cohen Media Group                                                 | Édouard Deluc (director/screenplay); Étienne Comar (guionista); Vincent Cassel, Tuheï Adams, Malik Zidi | Biography, Drama, Romance                    | [ 163 ] |
| J U L I O L     | 27       | Mission: Impossible - Fallout          | Paramount Pictures / Skydance Media / Bad Robot Productions       | Christopher McQuarrie (director/screenplay); Tom Cruise, Henry Cavill, Ving Rhames, Simon Pegg, Rebecca Ferguson, Sean Harris, Angela Bassett, Michelle Monaghan, Alec Baldwin | Action, Adventure, Thriller                  | [ 164 ] |
| J U L I O L     | 27       | Teen Titans Go! To the Movies          | Warner Bros. Pictures / Warner Bros. Animation / DC Entertainment | Peter Rida Michail (director); Aaron Horvath (co-director/screenplay); Michael Jelenic (guionista); Scott Menville, Khary Payton, Tara Strong, Greg Cipes, Hynden Walch, Will Arnett, Kristen Bell | Animation, Superhero, Comedy                 | [ 165 ] |
| J U L I O L     | 27       | Detective Dee: The Four Heavenly Kings | Huayi Brothers                                                    | Tsui Hark (director), Chang Chia-lu, Chen Kuo-Fu (guionista), Mark Chao, Feng Shaofeng, Lin Gengxin, Carina Lau, Ethan Juan, Sandra Ma | Action, Adventure, Fantasy, Mystery          | [ 166 ] |
| J U L I O L     | 27       | Hot Summer Nights                      | A24                                                               | Elijah Bynum (director/screenplay); Timothée Chalamet, Maika Monroe, Alex Roe, Maia Mitchell | Drama                                        | [ 167 ] |
| J U L I O L     | 27       | Puzzle                                 | Sony Pictures Classics                                            | Marc Turtletaub (director); Oren Moverman (guionista); Kelly Macdonald, Irrfan Khan, David Denman, Bubba Weiler, Austin Abrams, Liv Hewson | Drama                                        | [ 168 ] |
| A G O S T       | 3        | Christopher Robin                      | Walt Disney Pictures                                              | Marc Forster (director); Tom McCarthy, Alex Ross Perry, Allison Schroeder (guionista); Ewan McGregor, Hayley Atwell, Jim Cummings, Brad Garrett, Nick Mohammed, Peter Capaldi, Sophie Okonedo, Toby Jones | Family, Comedy, Drama, Fantasy               | [ 169 ] |
| A G O S T       | 3        | The Darkest Minds                      | 20th Century Fox / 21 Laps Entertainment                          | Jennifer Yuh Nelson (director); Chad Hodge (guionista); Amandla Stenberg, Mandy Moore, Harris Dickinson, Gwendoline Christie | Sci-Fi, Action, Thriller                     | [ 170 ] |
| A G O S T       | 3        | The Spy Who Dumped Me                  | Lionsgate / Imagine Entertainment                                 | Susanna Fogel (director/screenplay); David Iserson (guionista); Mila Kunis, Kate McKinnon, Justin Theroux, Sam Heughan, Gillian Anderson | Action, Comedy                               | [ 171 ] |
| A G O S T       | 3        | The Miseducation of Cameron Post       | FilmRise                                                          | Desiree Akhavan (director); Desiree Akhavan, Cecilia Frugiuele (guionista); Chloë Grace Moretz, Sasha Lane, John Gallagher, Jr., Forrest Goodluck, Jennifer Ehle | Drama                                        | [ 172 ] |
| A G O S T       | 3        | Never Goin' Back                       | A24                                                               | Augustine Frizzell (director/screenplay); Maia Mitchell, Camila Morrone, Kyle Mooney, Joel Allen, Kendal Smith, Matthew Holcomb | Comedy, Drama                                | [ 173 ] |
| A G O S T       | 8        | Dog Days                               | LD Entertainment                                                  | Ken Marino (director); Elissa Matsueda, Erica Oyama (guionista); Nina Dobrev, Finn Wolfhard, Vanessa Hudgens, Adam Pally, Eva Longoria | Comedy                                       | [ 174 ] |
| A G O S T       | 10       | The Meg                                | Warner Bros. Pictures                                             | Jon Turteltaub (director); Dean Georgaris, Jon Hoeber, Erich Hoeber (guionista); Jason Statham, Li Bingbing, Rainn Wilson, Ruby Rose, Winston Chao, Cliff Curtis | Action, Horror, Thriller, Sci-Fi             | [ 175 ] |
| A G O S T       | 10       | BlacKkKlansman                         | Focus Features / Legendary Pictures / Perfect World Pictures      | Spike Lee (director); Spike Lee, David Rabinowitz, Charlie Wachtel, Kevin Willmott (guionista); John David Washington, Adam Driver, Laura Harrier, Topher Grace | Crime, Drama                                 | [ 176 ] |
| A G O S T       | 10       | Slender Man                            | Screen Gems                                                       | Sylvain White (director); David Birke (guionista); Joey King, Julia Goldani Telles, Jaz Sinclair, Annalise Basso, Javier Botet | Horror, Thriller                             | [ 177 ] |
| A G O S T       | 10       | A Prayer Before Dawn                   | A24                                                               | Jean-Stéphane Sauvaire (director); Jonathan Hirschbein, Nick Saltrese (guionista); Joe Cole | Drama                                        | [ 178 ] |
| A G O S T       | 15       | Crazy Rich Asians                      | Warner Bros. Pictures                                             | Jon M. Chu (director); Peter Chiarelli, Adele Lim (guionista); Constance Wu, Henry Golding, Gemma Chan, Awkwafina, Lisa Lu, Ken Jeong, Michelle Yeoh | Romance, Comedy, Drama                       | [ 179 ] |
| A G O S T       | 17       | Alpha                                  | Columbia Pictures                                                 | Albert Hughes (director); Dan Wiedenhaupt (guionista); Kodi Smit-McPhee, Leonor Varela, Jens Hultén | Adventure, Fantasy, Drama                    | [ 180 ] |
| A G O S T       | 17       | Mile 22                                | STX Entertainment                                                 | Peter Berg (director); Graham Roland, Lea Carpenter (guionista); Mark Wahlberg, John Malkovich, Lauren Cohan, Iko Uwais, Ronda Rousey | Action, Thriller                             | [ 181 ] |
| A G O S T       | 17       | The Wife                               | Sony Pictures Classics                                            | Björn Runge (director); Jane Anderson (guionista); Glenn Close, Jonathan Pryce, Christian Slater, Max Irons, Annie Starke, Harry Lloyd, Elizabeth McGovern | Drama                                        | [ 182 ] |
| A G O S T       | 17       | Billionaire Boys Club                  | Vertical Entertainment                                            | James Cox (director); James Cox, Captain Mauzner (guionista); Ansel Elgort, Taron Egerton, Kevin Spacey, Jeremy Irvine, Cary Elwes, Emma Roberts, Billie Lourd, Suki Waterhouse, Judd Nelson | Biography, Crime, Drama                      | [ 183 ] |
| A G O S T       | 17       | Juliet, Naked                          | Lionsgate / Roadside Attractions                                  | Jesse Peretz (director); Tamara Jenkins, Phil Alden Robinson, Jim Taylor (guionista); Ethan Hawke, Rose Byrne | Romance, Drama                               | [ 184 ] |
| A G O S T       | 17       | Down a Dark Hall                       | Lionsgate Premiere                                                | Rodrigo Cortés (director); Michael Goldbach, Chris Sparling (guionista); AnnaSophia Robb, Uma Thurman, Isabelle Fuhrman, Kirsty Mitchell, Taylor Russell, Jim Sturgeon, Victoria Moroles | Fantasy, Drama                               | [ 185 ] |
| A G O S T       | 24       | The Happytime Murders                  | STX Entertainment / Henson Alternative / On the Day Productions   | Brian Henson (director); Todd Berger (guionista); Melissa McCarthy, Maya Rudolph, Joel McHale, Elizabeth Banks | Puppet, Comedy, Thriller                     | [ 186 ] |
| A G O S T       | 24       | Searching                              | Screen Gems                                                       | Aneesh Chaganty (director/screenplay); Sev Ohanian (guionista); John Cho, Debra Messing | Mystery, Thriller                            | [ 187 ] |
| A G O S T       | 24       | Papillon                               | Bleecker Street                                                   | Michael Noer (director); Aaron Guzikowski (guionista); Charlie Hunnam, Rami Malek | Biography                                    | [ 188 ] |
| A G O S T       | 24       | A.X.L.                                 | Global Road Entertainment                                         | Oliver Daly (director/screenplay); Alex Neustaedter, Becky G, Alex MacNicoll, Thomas Jane, Lou Taylor Pucci, Patricia de Leon | Sci-Fi, Adventure                            | [ 189 ] |
| A G O S T       | 29       | Operation Finale                       | Metro-Goldwyn-Mayer                                               | Chris Weitz (director); Matthew Orton (guionista); Oscar Isaac, Ben Kingsley, Lior Raz, Mélanie Laurent, Nick Kroll, Joe Alwyn | Historical, Drama                            | [ 190 ] |
| A G O S T       | 31       | Kin                                    | Summit Entertainment                                              | Jonathan Baker, Josh Baker (director/screenplay); Daniel Casey (guionista); Myles Truitt, Jack Reynor, Zoë Kravitz, Carrie Coon, Dennis Quaid, James Franco | Sci-Fi, Action, Crime, Thriller              | [ 191 ] |
| A G O S T       | 31       | The Little Stranger                    | Focus Features                                                    | Lenny Abrahamson (director); Lucinda Coxon (guionista); Domhnall Gleeson, Ruth Wilson, Will Poulter, Charlotte Rampling, Alison Pargeter | Horror, Thriller                             | [ 192 ] |
| A G O S T       | 31       | Destination Wedding                    | Regatta                                                           | Victor Levin (director/screenplay); Winona Ryder, Keanu Reeves | Romance, Comedy                              | [ 193 ] |
| S E T E M B R E | 7        | The Nun                                | Warner Bros. Pictures / New Line Cinema                           | Corin Hardy (director); Gary Dauberman (guionista); Demián Bichir, Taissa Farmiga, Jonas Bloquet, Charlotte Hope, Ingrid Bisu, Bonnie Aarons | Horror                                       | [ 194 ] |
| S E T E M B R E | 7        | Peppermint                             | STX Entertainment / Lakeshore Entertainment                       | Pierre Morel (director); Chad St. John (guionista); Jennifer Garner, John Ortiz, Juan Pablo Raba, John Gallagher Jr., Annie Ilonzeh, Richard Cabral | Action, Thriller                             | [ 195 ] |
| S E T E M B R E | 14       | The Predator                           | 20th Century Fox                                                  | Shane Black (director/screenplay); Fred Dekker (guionista); Boyd Holbrook, Trevante Rhodes, Jacob Tremblay, Keegan-Michael Key, Olivia Munn, Thomas Jane, Alfie Allen, Sterling K. Brown | Horror, Action, Sci-fi                       | [ 196 ] |
| S E T E M B R E | 14       | White Boy Rick                         | Columbia Pictures                                                 | Yann Demange (director); Logan Miller, Steve Kloves, Noah Miller, Andy Weiss (guionista); Matthew McConaughey, Richie Merritt, Bel Powley, Jennifer Jason Leigh, Brian Tyree Henry, Rory Cochrane, RJ Cyler, Jonathan Majors, Eddie Marsan, Bruce Dern, Piper Laurie                                                                                   | Crime, Drama                                 | [ 180 ] |
| S E T E M B R E | 14       | A Simple Favor                         | Lionsgate                                                         | Paul Feig (director/screenplay); Jessica Sharzer (guionista); Anna Kendrick, Blake Lively, Henry Golding, Andrew Rannells | Thriller, Drama, Comedy                      | [ 197 ] |
| S E T E M B R E | 14       | The Children Act                       | A24                                                               | Richard Eyre (director); Ian McEwan (guionista); Emma Thompson, Stanley Tucci, Fionn Whitehead | Drama                                        | [ 198 ] |
| S E T E M B R E | 14       | Lizzie                                 | Saban Films / Roadside Attractions                                | Craig William Macneill (director); Bryce Kass (guionista); Chloë Sevigny, Kristen Stewart, Jay Huguley, Fiona Shaw, Jamey Sheridan, Kim Dickens, Denis O'Hare, Jeff Perry | Biography, Thriller                          | [ 199 ] |
| S E T E M B R E | 14       | Unbroken: Path to Redemption           | Pure Flix                                                         | Harold Cronk (director); Richard Friedenberg, Ken Hixon (guionista); Samuel Hunt, Merritt Patterson, Vanessa Bell Calloway, Bobby Campo, David DeLuise, David Sakurai, WIll Graham | Drama, Faith                                 | [ 200 ] |
| S E T E M B R E | 21       | The House with a Clock in Its Walls    | Universal Pictures / Amblin Entertainment                         | Eli Roth (director); Eric Kripke (guionista); Jack Black, Cate Blanchett, Owen Vaccaro, Kyle MacLachlan, Renée Elise Goldsberry, Sunny Suljic, Vanessa Anne Williams, Colleen Camp | Fantasy                                      | [ 201 ] |
| S E T E M B R E | 21       | Life Itself                            | Amazon Studios / Temple Hill Entertainment                        | Dan Fogelman (director/screenplay); Oscar Isaac, Olivia Wilde, Mandy Patinkin, Olivia Cooke, Laia Costa, Annette Bening, Antonio Banderas | Drama                                        | [ 202 ] |
| S E T E M B R E | 21       | The Sisters Brothers                   | Annapurna Pictures                                                | Jacques Audiard (director); Jacques Audiard, Thomas Bidegain (guionista); John C. Reilly, Joaquin Phoenix, Jake Gyllenhaal, Riz Ahmed | Western, Comedy                              | [ 203 ] |
| S E T E M B R E | 21       | Assassination Nation                   | Neon                                                              | Sam Levinson (director/screenplay); Odessa Young, Suki Waterhouse, Hari Nef, Abra, Bella Thorne, Bill Skarsgård, Cody Christian, Joel McHale, Maude Apatow, Colman Domingo, Anika Noni Rose | Crime, Drama                                 | [ 204 ] |
| S E T E M B R E | 21       | Colette                                | Bleecker Street                                                   | Wash Westmoreland (director/screenplay); Richard Glatzer (guionista); Keira Knightley, Dominic West | Biography, Drama                             | [ 205 ] |
| S E T E M B R E | 21       | Fahrenheit 11/9                        | Briarcliff / State Run Films                                      | Michael Moore (director/screenplay) | Documentary                                  | [ 206 ] |
| S E T E M B R E | 21       | My Son                                 | Cohen Media Group                                                 | Christian Carion (director/screenplay); Guillaume Canet, Melanie Laurent | Drama, Thriller                              | [ 207 ] |
| S E T E M B R E | 21       | Love, Gilda                            | Magnolia Pictures / Motto Pictures / 3 Faces Films                | Lisa Dapolito (director); Gilda Radner | Documentary                                  | [ 208 ] |
| S E T E M B R E | 25       | My Hero Academia: Two Heroes           | Toho / Bones                                                      | Kenji Nagasaki (director); Yōsuke Kuroda (guionista); Justin Briner, Christopher R. Sabat, Clifford Chapin, Luci Christian, J. Michael Tatum, David Matranga | Anime, Superhero                             | [ 209 ] |
| S E T E M B R E | 28       | Smallfoot                              | Warner Bros. Pictures / Warner Animation Group                    | Karey Kirkpatrick (director/screenplay); Channing Tatum, James Corden, Zendaya, Common, LeBron James, Gina Rodriguez, Danny DeVito, Yara Shahidi, Ely Henry, Jimmy Tatro | Animation, Fantasy, Comedy                   | [ 210 ] |
| S E T E M B R E | 28       | Night School                           | Universal Pictures / Will Packer Productions                      | Malcolm D. Lee (director); Kevin Hart, Harry Ratchford, Joey Wells, Matt Kellard, Nicholas Stoller (guionista); Kevin Hart, Tiffany Haddish, Rob Riggle, Romany Malco | Comedy                                       | [ 211 ] |
| S E T E M B R E | 28       | The Old Man & the Gun                  | Fox Searchlight Pictures                                          | David Lowery (director/screenplay); Robert Redford, Casey Affleck, Danny Glover, Tika Sumpter, Tom Waits, Sissy Spacek | Heist, Thriller                              | [ 212 ] |
| S E T E M B R E | 28       | Hell Fest                              | Lionsgate / CBS Films                                             | Gregory Plotkin (director); William Penick, Chris Sey (guionista); Bex Taylor-Klaus, Amy Forsyth, Reign Edwards, Christian James, Matt Mercurio, Roby Attal | Horror                                       | [ 213 ] |

### Octubre-desembre
| Obertura        | Obertura | Títol                                                 | Estudi                                                                               | Repartiment | Gènere                                | Ref.    |
| --------------- | -------- | ----------------------------------------------------- | ------------------------------------------------------------------------------------ | --- | ------------------------------------- | ------- |
| O C T U B R E   | 2        | Power of the Air                                      | Five & Two Pictures                                                                  | Dave Christiano (director/screenplay); Nicholas X. Parsons, Patty Duke, Michael Gross, Tracy Goode, Karyn Williams, Wendell Kinney, Veryl Jones | Drama                                 | [ 214 ] |
| O C T U B R E   | 5        | Venom                                                 | Columbia Pictures / Marvel Entertainment                                             | Ruben Fleischer (director); Jeff Pinkner, Scott Rosenberg, Kelly Marcel (guionista); Tom Hardy, Michelle Williams, Riz Ahmed, Scott Haze, Reid Scott, Jenny Slate | Superhero, Action, Thriller, Comedy   | [ 215 ] |
| O C T U B R E   | 5        | A Star Is Born                                        | Warner Bros. Pictures                                                                | Bradley Cooper (director/screenplay); Eric Roth, Will Fetters (guionista); Bradley Cooper, Lady Gaga, Sam Elliott, Dave Chappelle, Andrew Dice Clay, Anthony Ramos, Rafi Gavron, Greg Grunberg | Drama, Romance, Musical               | [ 216 ] |
| O C T U B R E   | 5        | The Hate U Give                                       | 20th Century Fox / Temple Hill Entertainment                                         | George Tillman Jr. (director); Audrey Wells (guionista); Amandla Stenberg, Regina Hall, Russell Hornsby, KJ Apa, Algee Smith, Lamar Johnson, Issa Rae, Sabrina Carpenter, Common, Anthony Mackie | Drama                                 | [ 217 ] |
| O C T U B R E   | 10       | The Happy Prince                                      | Sony Pictures Classics                                                               | Rupert Everett (director/screenplay); Rupert Everett, Colin Firth, Colin Morgan, Emily Watson | Biography, Drama                      | [ 218 ] |
| O C T U B R E   | 12       | First Man                                             | Universal Pictures / DreamWorks / Temple Hill Entertainment                          | Damien Chazelle (director); Josh Singer (guionista); Ryan Gosling, Claire Foy, Jason Clarke, Kyle Chandler, Corey Stoll, Ciaran Hinds, Christopher Abbott, Patrick Fugit, Lukas Haas | Biography, Drama                      | [ 219 ] |
| O C T U B R E   | 12       | Bad Times at the El Royale                            | 20th Century Fox                                                                     | Drew Goddard (director/screenplay); Jeff Bridges, Cynthia Erivo, Dakota Johnson, Jon Hamm, Cailee Spaeny, Lewis Pullman, Nick Offerman, Chris Hemsworth | Thriller, Mystery, Crime              | [ 220 ] |
| O C T U B R E   | 12       | Goosebumps 2: Haunted Halloween                       | Columbia Pictures / Sony Pictures Animation / Original Film                          | Ari Sandel (director); Rob Lieber (guionista); Wendi McLendon-Covey, Madison Iseman, Jeremy Ray Taylor, Caleel Harris, Chris Parnell, Ken Jeong, Jack Black | Horror, Comedy                        | [ 221 ] |
| O C T U B R E   | 12       | Beautiful Boy                                         | Amazon Studios / Plan B Entertainment                                                | Felix van Groeningen (director/screenplay); Luke Davies (guionista); Steve Carell, Timothée Chalamet, Maura Tierney, Amy Ryan | Biography, Drama                      | [ 222 ] |
| O C T U B R E   | 12       | The Oath                                              | Roadside Attractions                                                                 | Ike Barinholtz (director/screenplay); Ike Barinholtz, Tiffany Haddish, Nora Dunn, Chris Ellis, Jon Barinholtz, Meredith Hagner, Carrie Brownstein, Billy Magnussen, John Cho | Comedy                                | [ 223 ] |
| O C T U B R E   | 12       | Gosnell: The Trial of America's Biggest Serial Killer | Hat Tip Films / GVN Releasing                                                        | Nick Searcy (director); Earl Billings, Dean Cain, Sarah Jane Morris, Michael Beach | Drama, Crime                          | [ 224 ] |
| O C T U B R E   | 19       | Halloween                                             | Universal Pictures / Blumhouse Productions                                           | David Gordon Green (director/screenplay); Jeff Fradley, Danny McBride (guionista); Jamie Lee Curtis, Judy Greer, Andi Matichak, Will Patton, Virginia Gardner | Horror                                | [ 225 ] |
| O C T U B R E   | 19       | Can You Ever Forgive Me?                              | Fox Searchlight Pictures                                                             | Marielle Heller (director); Nicole Holofcener, Jeff Whitty (guionista); Melissa McCarthy, Richard E. Grant | Biography, Drama, Comedy              | [ 226 ] |
| O C T U B R E   | 19       | Mid90s                                                | A24                                                                                  | Jonah Hill (director/screenplay); Sunny Suljic, Lucas Hedges, Katherine Waterston | Drama                                 | [ 227 ] |
| O C T U B R E   | 19       | Wildlife                                              | IFC Films / June Pictures                                                            | Paul Dano (director/screenplay); Zoe Kazan (guionista); Carey Mulligan, Jake Gyllenhaal, Ed Oxenbould, Bill Camp | Drama                                 | [ 228 ] |
| O C T U B R E   | 19       | What They Had                                         | Bleecker Street                                                                      | Elizabeth Chomko (director/screenplay); Hilary Swank, Michael Shannon, Robert Forster, Blythe Danner, Taissa Farmiga, Josh Lucas | Drama                                 | [ 229 ] |
| O C T U B R E   | 26       | Hunter Killer                                         | Summit Entertainment / Original Film                                                 | Donovan Marsh (director); Arne Schmidt, Jamie Moss (guionista); Gerard Butler, Gary Oldman, Common, Toby Stephens, Linda Cardellini, David Gyasi, Gabriel Chavarria, Zane Holtz, Michael Nyqvist | Action, Adventure, Comedy             | [ 230 ] |
| O C T U B R E   | 26       | Johnny English Strikes Again                          | Universal Pictures / StudioCanal / Working Title Films                               | David Kerr (director); William Davies (guionista); Rowan Atkinson, Olga Kurylenko, Ben Miller | Action, Thriller                      | [ 231 ] |
| O C T U B R E   | 26       | Suspiria                                              | Amazon Studios                                                                       | Luca Guadagnino (director); David Kajganich (guionista); Dakota Johnson, Tilda Swinton, Mia Goth, Jessica Harper, Chloë Grace Moretz | Horror                                | [ 232 ] |
| O C T U B R E   | 26       | Indivisible                                           | Pure Flix                                                                            | David G. Evans (director/screenplay); Cheryl McKay (guionista); Sarah Drew, Justin Bruening, Jason George, Madeline Carroll, Tanner Stine, Michael O'Neill, Tia Mowry, Eric Close | Drama, Faith                          | [ 233 ] |
| O C T U B R E   | 26       | Bullitt County                                        | Mr. Pictures                                                                         | David McCracken (director/screenplay); Mike C. Nelson, Jenni Melear, David McCracken, Napoleon Ryan, Richard Riehle, Dorothy Lyman | Thriller                              | [ 234 ] |
| N O V E M B R E | 2        | Bohemian Rhapsody                                     | 20th Century Fox / Regency Enterprises / GK Films                                    | Bryan Singer (director); Anthony McCarten (guionista); Rami Malek, Lucy Boynton, Gwilym Lee, Ben Hardy, Joseph Mazzello, Aidan Gillen, Allen Leech, Tom Hollander, Mike Myers | Biography, Drama, Music               | [ 235 ] |
| N O V E M B R E | 2        | The Nutcracker and the Four Realms                    | Walt Disney Pictures                                                                 | Lasse Hallström, Joe Johnston (director); Ashleigh Powell (guionista); Keira Knightley, Mackenzie Foy, Eugenio Derbez, Matthew Macfadyen, Richard E. Grant, Misty Copeland, Helen Mirren, Morgan Freeman | Fantasy                               | [ 236 ] |
| N O V E M B R E | 2        | Nobody's Fool                                         | Paramount Players / Tyler Perry Studios                                              | Tyler Perry (director/screenplay); Tiffany Haddish, Tika Sumpter, Omari Hardwick, Mehcad Brooks, Amber Riley, Whoopi Goldberg | Comedy                                | [ 237 ] |
| N O V E M B R E | 2        | Boy Erased                                            | Focus Features                                                                       | Joel Edgerton (director/screenplay); Lucas Hedges, Nicole Kidman, Russell Crowe, Joel Edgerton, Joe Alwyn, Xavier Dolan, Troye Sivan, Cherry Jones, Flea | Biography, Drama                      | [ 238 ] |
| N O V E M B R E | 2        | A Private War                                         | Aviron Pictures                                                                      | Matthew Heineman (director); Arash Amel (guionista); Rosamund Pike, Jamie Dornan, Stanley Tucci, Tom Hollander | Biography, Drama                      | [ 239 ] |
| N O V E M B R E | 2        | Bodied                                                | Neon / YouTube Premium                                                               | Joseph Kahn (director); Alex Larsen (guionista); Calum Worthy, Jackie Long, Rory Uphold, Dumbfoundead, Walter Perez, Anthony Michael Hall | Comedy, Drama                         | [ 240 ] |
| N O V E M B R E | 6        | The Front Runner                                      | Columbia Pictures                                                                    | Jason Reitman (director); Matt Bai, Jason Reitman, Jay Carson (guionista); Hugh Jackman, Vera Farmiga, J. K. Simmons, Alfred Molina | Biography, Drama                      | [ 241 ] |
| N O V E M B R E | 9        | The Grinch                                            | Universal Pictures / Illumination                                                    | Yarrow Cheney, Scott Mosier (directors); Matthew O'Callaghan (co-director); Michael LeSieur, Tommy Swerdlow (guionista); Benedict Cumberbatch, Rashida Jones, Kenan Thompson, Cameron Seely, Angela Lansbury, Pharrell Williams                                                                                     | Animation, Family, Fantasy, Comedy    | [ 242 ] |
| N O V E M B R E | 9        | The Girl in the Spider's Web                          | Columbia Pictures / Scott Rudin Productions                                          | Fede Alvarez (director/screenplay); Steven Knight, Jay Basu (guionista); Claire Foy, Sverrir Gudnason, Lakeith Stanfield, Sylvia Hoeks, Stephen Merchant | Crime, Thriller                       | [ 177 ] |
| N O V E M B R E | 9        | Overlord                                              | Paramount Pictures / Bad Robot Productions                                           | Julius Avery (director); Billy Ray, Mark L. Smith (guionista); Jovan Adepo, Wyatt Russell, Mathilde Ollivier, John Magaro, Gianny Taufer, Pilou Asbæk, Bokeem Woodbine | Action, Horror, Thriller              | [ 243 ] |
| N O V E M B R E | 13       | Lazer Team 2                                          | Rooster Teeth                                                                        | Daniel Fabelo & Matt Hullum (director); Daniel Fabelo, Matt Hullum & Burnie Burns (guionista); Gavin Free, Michael Jones, Burnie Burns, Colton Dunn, Nichole Bloom, Allie DeBerry | Sci-fi, Action, Comedy                | [ 244 ] |
| N O V E M B R E | 15       | Conundrum: Secrets Among Friends                      | Lionsgate                                                                            | Josh Webber (director); Shaun Cairo (guionista), Jo Marie Payton, Gary Leroi Gray, Paula Jai Parker, Parker McKenna Posey | Drama, Thriller                       | [ 245 ] |
| N O V E M B R E | 16       | Fantastic Beasts: The Crimes of Grindelwald           | Warner Bros. Pictures / Heyday Films                                                 | David Yates (director); J. K. Rowling (guionista); Eddie Redmayne, Katherine Waterston, Dan Fogler, Alison Sudol, Ezra Miller, Zoë Kravitz, Callum Turner, Claudia Kim, William Nadylam, Kevin Guthrie, Jude Law, Johnny Depp                                                                                       | Fantasy                               | [ 246 ] |
| N O V E M B R E | 16       | Widows                                                | 20th Century Fox / Regency Enterprises                                               | Steve McQueen (director/screenplay); Gillian Flynn (guionista); Viola Davis, Michelle Rodriguez, Elizabeth Debicki, Cynthia Erivo, Colin Farrell, Brian Tyree Henry, Daniel Kaluuya, Carrie Coon, Jacki Weaver, Robert Duvall, Liam Neeson                                                                          | Thriller, Crime, Drama                | [ 58 ]  |
| N O V E M B R E | 16       | Instant Family                                        | Paramount Pictures                                                                   | Sean Anders (director/screenplay); John Morris (guionista); Mark Wahlberg, Rose Byrne, Isabela Moner, Tig Notaro, Margo Martindale, Julie Hagerty, Octavia Spencer | Comedy                                | [ 247 ] |
| N O V E M B R E | 21       | Ralph Breaks the Internet                             | Walt Disney Pictures / Walt Disney Animation Studios                                 | Rich Moore, Phil Johnston (directors); Phil Johnston, Pamela Ribon (guionista); John C. Reilly, Sarah Silverman, Gal Gadot, Taraji P. Henson, Jack McBrayer, Jane Lynch, Bill Hader, Alfred Molina, Alan Tudyk, Ed O'Neill                                                                                          | Animation, Fantasy, Adventure, Comedy | [ 63 ]  |
| N O V E M B R E | 21       | Creed II                                              | Metro-Goldwyn-Mayer / Warner Bros. Pictures                                          | Steven Caple Jr. (director); Sylvester Stallone, Juel Taylor (guionista); Michael B. Jordan, Sylvester Stallone, Tessa Thompson, Dolph Lundgren, Florian Munteanu, Wood Harris, Phylicia Rashad | Sports, Drama                         | [ 248 ] |
| N O V E M B R E | 21       | Robin Hood                                            | Summit Entertainment                                                                 | Otto Bathurst (director); Ben Chandler, David James Kelly (guionista); Taron Egerton, Jamie Foxx, Ben Mendelsohn, Eve Hewson, Tim Minchin, Jamie Dornan | Action, Adventure                     | [ 249 ] |
| N O V E M B R E | 21       | Green Book                                            | Universal Pictures / Participant Media                                               | Peter Farrelly (director/screenplay); Brian Hayes Currie, Nick Vallelonga (guionista); Viggo Mortensen, Mahershala Ali, Linda Cardellini | Drama                                 | [ 250 ] |
| N O V E M B R E | 21       | Roma                                                  | Netflix                                                                              | Alfonso Cuarón (director/screenplay); Yalitza Aparicio, Marina de Tavira, Fernando Grediaga, Jorge Antonio Guerrero | Drama                                 | [ 251 ] |
| N O V E M B R E | 23       | The Favourite                                         | Fox Searchlight Pictures                                                             | Yorgos Lanthimos (director); Deborah Davis, Tony McNamara (guionista); Olivia Colman, Emma Stone, Rachel Weisz, Nicholas Hoult, Joe Alwyn | Biography, Drama                      | [ 252 ] |
| N O V E M B R E | 23       | Shoplifters                                           | Magnolia Pictures                                                                    | Hirokazu Kore-eda (director/screenplay); Lily Franky, Sakura Ando, Mayu Matsuoka, Kairi Jō, Miyu Sasaki, Kirin Kiki | Drama                                 | [ 253 ] |
| N O V E M B R E | 24       | Pokémon the Movie: The Power of Us                    | The Pokémon Company International / Fathom Events / OLM, Inc.                        | Tetsuo Yajima (director); Eiji Umehara, Aya Takaha (guionista); Sarah Natochenny | Animation, Adventure                  | [ 254 ] |
| N O V E M B R E | 29       | Mowgli: Legend of the Jungle                          | Netflix / Warner Bros. Pictures                                                      | Andy Serkis (director); Callie Kloves (guionista); Rohan Chand, Christian Bale, Cate Blanchett, Benedict Cumberbatch, Andy Serkis, Matthew Rhys, Freida Pinto, Naomie Harris | Adventure, Fantasy                    | [ 255 ] |
| N O V E M B R E | 29       | 2.0                                                   | Lyca Productions                                                                     | S. Shankar (director & screenplay); Rajinikanth, Akshay Kumar, Amy Jackson, Sudhanshu Pandey | Sci-Fi, Action                        | [ 256 ] |
| N O V E M B R E | 30       | The Possession of Hannah Grace                        | Screen Gems                                                                          | Diederik van Rooijen (director), Brian Sieve (writer), Shay Mitchell, Grey Damon, Kirby Johnson, Stana Katic | Horror                                | [ 257 ] |
| N O V E M B R E | 30       | Anna and the Apocalypse                               | Orion Pictures                                                                       | John McPhail (director); Alan McDonald, Ryan McHenry (guionista); Ella Hunt, Malcolm Cumming, Marli Siu, Sarah Swire, Christopher Leveaux, Ben Wiggins | Horror, Musical, Comedy               | [ 258 ] |
| D E S E M B R E | 4        | Capernaum                                             | Sony Pictures Classics                                                               | Nadine Labaki (director/screenplay); Zain Al Rafeea, Yordanos Shiferaw, Boluwatife Treasure Bankole, Kawthar Al Haddad | Drama                                 | [ 259 ] |
| D E S E M B R E | 7        | Mary Queen of Scots                                   | Focus Features / Working Title Films                                                 | Josie Rourke (director); Beau Willimon (guionista); Saoirse Ronan, Margot Robbie, Jack Lowden, Joe Alwyn, David Tennant, Guy Pearce | Historical, Drama                     | [ 260 ] |
| D E S E M B R E | 7        | Ben Is Back                                           | LD Entertainment / Lionsgate / Roadside Attractions                                  | Peter Hedges (director/screenplay); Lucas Hedges, Julia Roberts, Kathryn Newton, Courtney B. Vance | Drama                                 | [ 261 ] |
| D E S E M B R E | 14       | Spider-Man: Un nou univers                            | Columbia Pictures / Marvel Entertainment / Sony Pictures Animation / Pascal Pictures | Bob Persichetti, Peter Ramsey, Rodney Rothman (directors); Phil Lord, Rodney Rothman (guionista); Shameik Moore, Jake Johnson, Hailee Steinfeld, Mahershala Ali, Brian Tyree Henry, Luna Lauren Velez, Lily Tomlin, Zoë Kravitz, John Mulaney, Kimiko Glenn, Nicolas Cage, Kathryn Hahn, Liev Schreiber, Chris Pine | Animation, Superhero, Action, Comedy  | [ 262 ] |
| D E S E M B R E | 14       | Mortal Engines                                        | Universal Pictures / Media Rights Capital / WingNut Films                            | Christian Rivers (director); Peter Jackson, Fran Walsh, Philippa Boyens (guionista); Hugo Weaving, Hera Hilmar, Robert Sheehan, Jihae, Ronan Raftery, Leila George, Patrick Malahide, Stephen Lang | Sci-Fi, Action, Adventure             | [ 263 ] |
| D E S E M B R E | 14       | The Mule                                              | Warner Bros. Pictures                                                                | Clint Eastwood (director); Nick Schenk (guionista); Clint Eastwood, Bradley Cooper, Laurence Fishburne, Michael Peña, Dianne Wiest, Andy Garcia | Biography, Drama, Crime               | [ 264 ] |
| D E S E M B R E | 14       | If Beale Street Could Talk                            | Annapurna Pictures / Plan B Entertainment                                            | Barry Jenkins (director/screenplay); Kiki Layne, Stephan James, Teyonah Parris, Regina King, Dave Franco, Ed Skrein, Diego Luna, Emily Rios | Drama, Romance                        | [ 265 ] |
| D E S E M B R E | 19       | Mary Poppins Returns                                  | Walt Disney Pictures                                                                 | Rob Marshall (director); David Magee (guionista); Emily Blunt, Lin-Manuel Miranda, Ben Whishaw, Emily Mortimer, Julie Walters, Colin Firth, Meryl Streep, Dick Van Dyke, Angela Lansbury | Musical, Fantasy, Family              | [ 266 ] |
| D E S E M B R E | 21       | Aquaman                                               | Warner Bros. Pictures / DC Entertainment                                             | James Wan (director); David Leslie Johnson-McGoldrick, Will Beall (guionista); Jason Momoa, Amber Heard, Willem Dafoe, Patrick Wilson, Dolph Lundgren, Yahya Abdul-Mateen II, Nicole Kidman | Superhero, Action, Adventure          | [ 267 ] |
| D E S E M B R E | 21       | Bumblebee                                             | Paramount Pictures / Allspark Pictures                                               | Travis Knight (director); Christina Hodson (guionista); Hailee Steinfeld, John Cena, Jorge Lendeborg Jr., John Ortiz, Jason Drucker, Pamela Adlon, Dylan O'Brien, Angela Bassett, Justin Theroux, Peter Cullen | Action, Adventure, Sci-Fi             | [ 268 ] |
| D E S E M B R E | 21       | Welcome to Marwen                                     | Universal Pictures / DreamWorks / ImageMovers                                        | Robert Zemeckis (director/screenplay); Caroline Thompson (guionista); Steve Carell, Leslie Mann, Diane Kruger, Falk Hentschel, Janelle Monáe, Eiza Gonzalez, Gwendoline Christie | Fantasy, Drama                        | [ 269 ] |
| D E S E M B R E | 21       | Second Act                                            | STX Entertainment                                                                    | Peter Segal (director); Elaine Goldsmith-Thomas, Justin Zackham (guionista); Jennifer Lopez, Leah Remini, Vanessa Hudgens, Treat Williams, Milo Ventimiglia | Drama                                 | [ 270 ] |
| D E S E M B R E | 21       | Cold War                                              | Amazon Studios                                                                       | Paweł Pawlikowski (director); Paweł Pawlikowski, Janusz Głowacki (guionista); Joanna Kulig, Tomasz Kot, Agata Kulesza | Romance, Comedy                       | [ 271 ] |
| D E S E M B R E | 25       | Holmes & Watson                                       | Columbia Pictures / Gary Sanchez Productions                                         | Etan Cohen (director/screenplay); Will Ferrell, John C. Reilly, Rebecca Hall, Ralph Fiennes, Rob Brydon, Kelly Macdonald, Steve Coogan, Lauren Lapkus, Pam Ferris, Hugh Laurie | Mystery, Comedy                       | [ 177 ] |
| D E S E M B R E | 25       | Vice                                                  | Annapurna Pictures / Plan B Entertainment                                            | Adam McKay (director/screenplay); Christian Bale, Amy Adams, Steve Carell, Sam Rockwell, Tyler Perry, Alison Pill, Lily Rabe, Jesse Plemons | Biography, Drama                      | [ 151 ] |
| D E S E M B R E | 25       | On the Basis of Sex                                   | Focus Features                                                                       | Mimi Leder (director); Daniel Stiepleman (guionista); Felicity Jones, Armie Hammer, Justin Theroux, Jack Reynor, Cailee Spaeny, Sam Waterston, Kathy Bates | Biography, Drama                      | [ 238 ] |
| D E S E M B R E | 25       | Destroyer                                             | Annapurna Pictures                                                                   | Karyn Kusama (director); Phil Hay, Matt Manfredi (guionista); Nicole Kidman, Sebastian Stan, Toby Kebbell, Tatiana Maslany, Bradley Whitford, Jade Pettyjohn, Scoot McNairy | Crime, Thriller                       | [ 272 ] |
| D E S E M B R E | 28       | Black Mirror: Bandersnatch                            | Netflix                                                                              | David Slade (director); Charlie Brooker (guionista); Fionn Whitehead, Will Poulter, Asim Chaudhry, Craig Parkinson, Alice Lowe, Tallulah Haddon, Catriona Knox, Jonathan Aris | Sci-Fi, Thriller                      | [ 273 ] |